# Hrvatski jezik
Hrvatski jezik obuhvaća govoreni i pisani hrvatski standardni jezik i sve narodne govore kojima govore i pišu Hrvati. Povijesno, obuhvaća sve govore i sve književne jezike izgrađene na tim govorima, kojima su se služili Hrvati. Status hrvatskoga kao službenoga jezika u Hrvatskoj propisan je Zakonom o hrvatskom jeziku (NN 14/2024.).
Njime govori više od 5,5 milijuna ljudi u Hrvatskoj i hrvatskim zajednicama u inozemstvu. Hrvatskim jezikom kao materinskim služi se 3 687 735 stanovnika prema podatcima popisa stanovništva Hrvatske iz 2021.
Hrvatski je službeni jezik Republike Hrvatske, jedan od triju službenih jezika Bosne i Hercegovine te jedan od 24 službena jezika Europske unije.
Prema poredbenom jezikoslovlju hrvatski jezik jest sustav triju narječja:
- čakavskog
- kajkavskog
- štokavskog.

Proučavanje hrvatskog jezika cilj je znanstvene discipline kroatistike. Pridružen mu je i hrvatski znakovni jezik, kojim se koriste gluhe osobe u Hrvatskoj.
Hrvatski sabor utemeljio je 1997. Dane hrvatskoga jezika od 11. do 17. ožujka. Institut za hrvatski jezik od 2013. obilježava Mjesec hrvatskoga jezika, od 21. veljače (Međunarodnoga dana materinskog jezika) do 17. ožujka (dana potpisa Deklaracije o nazivu i položaju hrvatskog književnog jezika).

## Povijesni razvoj hrvatskoga jezika
U doba doseljenja Slavena na područje današnje Hrvatske i Bosne (6 – 7. st.), ondje se govorio još razmjerno jedinstven praslavenski jezik.
Pretpostavlja se kako su se protojedinice budućih hrvatskih narječja već u razdoblju 7. i 8. st. razlikovala po razvoju praslavenskih jotiranih dentala, *t' i *d' i po razvoju suglasničkih skupina *št' i *žd'.
Govori južnih Slavena idućih se stoljeća razvijaju u zapadnojužnoslavenske (pretci slovenskog, hrvatskog, srpskog, bošnjačkog i crnogorskog jezika) i istočnojužnoslavenske govore (pretci bugarskog i makedonskog jezika). Pretpostavlja se kako je slovenski jezik razvio jezične inovacije u 9. st. i 10. st. kojima se prvi odvojio od ostalih zapadnojužnoslavenskih govora, što je dovelo do toga, kako mjerenje pokazuje, da Hrvati (štokavci) u 21. st. razumiju samo 43,7% slovenski jezik.
Nakon 10. st. uslijedilo je raslojavanje ostalih govora u kajkavsko narječje, čakavsko narječje, zapadnoštokavsko narječje i istočnoštokavsko narječje.

### Do 12. stoljeća
Odjeljivanjem od ostalih slavenskih jezika, hrvatski počinje sa samostalnim razvojem. U odnosu na praslavensko stanje, dolazi do sljedećih promjena:
- gubljenje razlike između dva poluglasa (slabog i jakog)
- nekadašnje y prelazi u i
- glasovi ę i ǫ (tj. nazalni e i o) prestaju biti nazalni te većinom prelaze u ẹ (zatvoreno e) i ọ (zatvoreno o)

### 13. i 14. stoljeće
U ovom razdoblju dolazi do različitog razvoja narječja, pa i do velikih razlika unutar samih narječja. Glavni uzrok je nestanak zatvorenih vokala (ẹ i ọ) u većini govora. Glas ẹ ili ě (hr. jat) koji je prelazi u a, e, i, je, ije ili opstaje kao ẹ (zatvoreno e), pri čemu ponegdje odlučuju kompleksna pravila.
Također, nestaje poluglas, i prelazi u a ili e, a iznimno u o.
Slogotvorno l prelazi u ọ (zatvoreno o), koje kasnije prelazi u u, o ili ostaje ọ (zatvoreno o).
Oko 1400. godine završno -l prelazi u o ili a u većini govora štokavskog narječja.
Staroslavenski glas t' u prelazi u č, ć, međuglas (č') ili opstaje kao t'.
Na krajnjem jugu (područje nastanka novoštokavice) šćakavske isoglose (refleksi praslavenskih šk', št', žg' i žd') postaju štakavske (refleksi šk, št, žg i žd).
Također, dolazi do promjene originalnog naglasnog sustava od tri naglaska (akut, kratki i dugi silazni) na sustave od 2 ili više naglasaka, te pomicanjem naglasnih mjesta u mnogim govorima.
Svim ovim promjenama se (novo)štokavsko narječje (koje sadrži 4 naglaska, kratki i dugi ulazni i silazni) se više odjeljuje od ostala dva narječja.
U ovom razdoblju nastaje značajnija literarna produkcija manuskripata na hrvatskom jeziku, uz svijest o posebnosti svojega jezika. Tako se u primjerice u 1. članku Vinodolskoga zakona iz 1288. godine govori o nazivu za đakona (žakana) koji služi u katedrali, uz biskupa: »Zakan ubo ki za biskupom stoji v toj istoj crikvi – zove se hrvatski malik, a vlaški macarol«. Nešto kasnije u Istarskom razvodu piše da su zapisnici o razrgraničenju općina u Istri sačinjeni od tri pisara, s verzijama na tri jezika, »jednoga latinskoga a drugoga nimškoga, a tretoga hrvackoga, da imamo vsaki na svoj orijinal pisat«.

### 15. – 18. stoljeće
U ovom razdoblju dolazi do divergencije među narječjima, kao i do velikih seoba stanovništva, izazvanih turskim osvajanjima i ratovima koji su trajali stotinama godina. U mnoge štokavske govore ulazi vrlo velik broj turskih riječi (čarapa, top, boja, šećer, budala, jastuk, bunar…) U kajkavsko narječje ulaze mnoge njemačke riječi, a u primorske govore talijanske (putem venetskog). Takve razlike u rječniku postoje i danas.
U mnogim govorima nestaje razlika između č i ć/t'.
Postupnom standardiziranju jezika u to vrijeme je pomogao prijevod katoličkih obrednih pravila i raznih službenih crkvenih molitava na hrvatski jezik: 1640. godine je objavljen Ritual rimski, u prijevodu Bartola Kašića. Objavljuju se i razni drugi molitvenici i druga djela vjerske tematike, tako i više prijevoda na hrvatski jezik utjecajnog djela Tome Kempenca o kršćanskij askezi, pod naslovima "Od naslidovanya Isukarstova kgnighe cetvere" prevoditelja isusovca Atanazija Jurjevića (Beč, 1629.), "Piismo od nasledovanya Gospodinna nasscega Yesussa" koje je priredio isusovac Bartol Kašić (Rim, 1641.), te "Od naszleduvanya Christussevoga : navuki oszebuyni" prevoditelja pavlina Ivana Krištolovca (Beč, 1719.).

### 19. stoljeće i kasnije
U najnovijem dobu dolazi do raznih standardizacija jezika, uglavnom na štokavskoj osnovi, i usporedo s tim do pokušaja čišćenja jezika od posuđenica iz germanskih i romanskih, te iz turskog jezika; one se nerijetko zamjenjuju riječima posuđenima iz bližih slavenskih jezika (osobito češkoga: časopis, naslov, prednost, smjer, učinak, uloga, ured, zbirka…, kao i ruskoga: činovnik, iskren, odličan, opasan, poslovica, razočarati, strog, točka…). Istovremeno u jezik ulaze mnogi latinski i grčki termini. U 20. stoljeću dolazi do ulaska stanovitog broja riječi iz engleskoga (vikend, klub, tenk, boks…).
Krajem 20. stoljeća dolazi do razvoja masovnih medija i velikog utjecaja standardnog (književnog) jezika novina, radija i televizije na jezik. Najprije kroz šaljive podlistke, komedije i sl., a kasnije demokratizacijom društvenih odnosa i šire, ipak u medije ograničeno prodire i govorni jezik. Kao mješavina stvara se hrvatski supstandardni idiom koji vrši velik utjecaj na standardni jezik i u praksi ga često zamjenjuje.

## Narječja
Hrvatski jezik sastoji se od tri narječja. Ona su čakavsko narječje, kajkavsko narječje i štokavsko narječje. Nazivi narječja potječu oblika odnosno-upitnih zamjenica ča, kaj i što koje su karakteristične za pojedina narječja, a sve su se razvile iz općeslavenske zamjenice *čьto.
Dijalektima čakavskoga i kajkavskoga narječja govore samo Hrvati, dok se štokavskim narječjem uz Hrvate služe i Bošnjaci, Srbi te Crnogorci.
Štokavskim narječjem govori se u Hrvatskoj u Slavoniji i Baranji, na većem dijelu Banije, Kordunu, Lici i dalmatinskom kopnu; na cijelom prostoru Bosne i Hercegovine, Crne Gore i u Srbiji.
Čakavsko narječje rašireno je u Istri, na hrvatskim otocima i uskom obalnom području Primorja i Dalmacije.
Kajkavskim narječjem govori se u sjeverozapadnom dijelu hrvatskoga jezičnog prostora i Gorskom kotaru.

## Rasprostranjenost
Hrvatskim jezikom govori više od 5,5 milijuna ljudi u Hrvatskoj i hrvatskim zajednicama u inozemstvu. Prema podatcima popisa stanovništva Hrvatske iz 2021., hrvatskim jezikom kao materinskim služi se 3.687.735 stanovnika. ) U Bosni i Hercegovini, 469 000 (2004.).[nedostaje izvor] Hrvatski je materinski jezik za Hrvate u drugim zemljama: Sjedinjenim Američkim Državama, 58 400 (popis iz 2000.); Austriji, 19 400 (popis iz 2001.); Srbiji, 19 223 (popis iz 2011.); Mađarskoj, 14 300 (popis iz 2001.); Italiji, 3500 (Vincent 1987.); Crnoj Gori, 6810 (2006.); Slovačkoj, 890 (popis iz 2001.).
Kao manjinski hrvatski jezik je u službenoj uporabi u nekim pokrajinama na ozemlju susjednih zemalja, tako je hrvatski jedan od službenih jezika u uporabi u crnogorskim općinama u Boki kotorskoj, zatim jedan je od sedam službenih jezika u srbijanskoj autonomnoj pokrajini Vojvodini, lokalni idiomi hrvatskoga jezika u službenoj su uporabi u austrijskoj saveznoj zemlji Gradišću, te također u talijanskoj provinciji Moliseu i rumunjskoj županiji Karaš-Severin.

### Hrvatske manjinske zajednice
Hrvati u Gradišću (Austrija, Mađarska, Slovačka, Češka) služe se najviše dijalektima čakavskoga narječja u središnjem Gradišću, zatim štokavskoga narječja u južnom Gradišću i kajkavskoga narječja u sjevernom Gradišću, no oni rabe vlastiti zajednički standardizirani oblik gradišćanskohrvatskoga mikrojezika. 
Hrvati u talijanskoj pokrajini Molise služe se štokavsko-čakavskim narječjem, a Hrvati Krašovani u Rumunjskoj pod utjecajem okoline razvili su jedan specifičan karaševski govor koji danas po svojim svojstvima spada pod torlačko narječje (neekavsko, jer pod akcentom imaju zatvoreno e od jata, izvan akcenta i)), (u Rekašu na rumunjsko-srbijanskoj granici Hrvatska manjina rabi – kosovsko-resavski dijalekt odnosno rekaške govore, Hrvati po istočnom Srijemu služe se vojvođanskim dijalektom ili iločkim dijalektom, a Hrvati u Boki kotorskoj zetsko-južnosandžačkim ili bokeljsko-perojskim, Hrvati koji obitavaju na Kosovu u Janjevu i Letnici razvili su govore torlačkoga narječja, odnosno Janjevačko-lepenički dijalekt. Svi ti dijalekti pripadaju srednjojužnoslavenskom dijasustavu slavenske jezične grane.

## Podrijetlo hrvatskoga književnog jezika
Hrvatska pisana jezična baština svoje početke bilježi već krajem XI. stoljeća. Najstariji su hrvatski tekstovi pisani svojevrsnom mješavinom hrvatske inačice crkvenoslavenskog jezika i arhaične čakavštine te isključivo glagoljicom. Od XII. stoljeća Hrvati razvijaju vlastitu inačicu ćiriličnoga pisma, hrvatsku ćirilicu (koja se u literaturi 20. stoljeća najčešće naziva bosančicom), a od XIV. stoljeća sve se češće služe i latiničnim pismom. Utjecaj hrvatske redakcije crkvenoslavenskoga jezika postupno slabi nakon XIV. stoljeća, a osobito nakon provale Turaka u XV. st., kada se na povijesnome hrvatskom prostoru razvijaju pokrajinske pismenosti na pojedinim dijalektima svih triju hrvatskih narječja. U XVI. i XVII. stoljeću hrvatska čakavska i osobito štokavska književnost dosežu europsku literarnu razinu.
Početci standardizacije hrvatskog jezika sežu na početak 17. stoljeća: 1604. godine u Rimu objavljuje Bartol Kašić prvu hrvatsku gramatiku Institutionum linguae Ilyricae, kojom se koristi u pisanju utjecajnog službenog teksta Rituala Rimskog i koja slijedom tog "službenog molitvenika" znatno utječu na jezik molitvenika i crkvenih molitava – koje su onda poznate čak i nepismenim osobama. Približno u to vrijeme barokna hrvatska književnost tzv. ozaljskog književnog kruga (Petar Zrinski prevodi i na hrvatskom jeziku objavljuje značajni ep Adrianskoga mora sirena, kojega je na mađarskom jeziku napisao njegov brat Nikola Zrinski; Ana Katarina Zrinski piše molitvenik Putni tovaruš, a Fran Krsto Frankapan zbirku pjesama Gartlic za čas kratiti) stvara značajna književna djela napisana uz korištenje elemenata sva tri hrvatska narječja.
U to vrijeme se – zahvaljujući politici Katoličke Crkve koja brigu za slavenske narode i njihove jezike iskazuje promovirajući izučavanje upravo hrvatskog jezika – hrvatski jezik obavezno izučava na svim sveučilištima diljem Europe. Smatralo se tada da zapravo svi Slaveni govore istim jezikom, koji ima različita narječja – pa se kao "slavenski" izučavao zapravo tadašnji hrvatski jezik.
Paralelno se na prostoru sjeverozapadne Hrvatske razvija kajkavski standardni jezik; na ostalim hrvatskim područjima, bez obzira na to pripadaju li štokavskomu ili čakavskomu narječju, utiru se temelji današnjemu standardnom hrvatskom jeziku koji nastaje na organskoj novoštokavskoj podlozi zapadnoga tipa. U doba Hrvatskoga narodnog preporoda u prvoj polovici XIX. st. zapadna novoštokavština postaje temeljem općehrvatskoga jezičnoga standarda. Pod utjecajem sjevernih i zapadnih slavenskih jezika uvodi se morfofonološki pravopis, a u grafiju dijakritički znakovi.
Stoljećima se hrvatski književnici koji pišu štokavicom kolebaju između ikavskog (koji je bio daleko rašireniji) i jekavskog refleksa jata. Tako u relativno kratkom razdoblju na početku 19. stoljeća nastaje gramatika Šime Starčevića Nova ričoslovnica ilirska (1812.) gdje se polazi od ikavice, Rječosložje ilirsko-italijansko-latinsko (1806.) Joakima Stullija koji preferira jekavicu i Ričoslovnik iliričkog, italijanskog i nimačkog jezika (1802./1803.) Josipa Voltića, koji prikazuje kako ikavicu, tako i jekavicu. Kačićev Razgovor ugodni naroda slovinskoga iz 1756. godine, koja je skoro dva stoljeća bila jedina knjiga za koju se može reći da je bila čitana ("pjevana") uz svako hrvatsko ognjište sve do sredine 20. stoljeća – napisana je štokavskom ikavicom.

### Klasifikacija
Hrvatski jezik spada među južnoslavenske jezike. S njima pripada široj zajednici slavenskih jezika, a svi zajedno ulaze u indoeuropsku jezičnu porodicu.
Nakon raspada indoeuropske jezične zajednice – u razdoblju oko 2000. pr. Kr., stvara se, prema većini znanstvenika, baltoslavenska jezična zajednica. Za njezina trajanja nastaju mnoge jezične osobine po kojima se jezici slavenskih i baltičkih predaka počinju razlikovati od jezika ostalih indoeuropskih naroda. Predstavnici pak druge teorije smatraju da se sličnost baltičkih i slavenskih jezika može objasniti dominacijom baltičkih jezika i njihovih govornika nad Slavenima (ili obratno) u prapovijesno vrijeme.
Baltoslavenska jezična zajednica raspala se oko 1500. – 1300. godine pr. Kr. Tada se stvara zasebna praslavenska jezična zajednica.
Vrijeme njezina trajanja i prostor koji je zauzimala nisu u znanosti precizno utvrđeni. U toj se zajednici začinje niz jezičnih promjena karakterističnih za daljnji razvoj slavenskih jezika.
Migracijska kretanja slavenskih plemena dovode do stvaranja triju velikih skupina slavenskih narječja: zapadnoslavenske, istočnoslavenske i južnoslavenske. Iz tih narječja razvili su se današnji slavenski jezici: 
- zapadnoslavenski 
  - poljski
  - kašupski
  - donjolužički
  - gornjolužički
  - češki
  - šleski
  - slovački
- istočnoslavenski 
  - ruski
  - bjeloruski
  - ukrajinski
  - istočnorusinski
- južnoslavenski 
  - slovenski
  - hrvatski
  - bošnjački
  - crnogorski
  - srpski
  - makedonski
  - bugarski.

### Južnoslavenski jezici
Južnoslavenski jezici nastaju iz dva ogranka južnoslavenskog prajezika – zapadnoga i istočnoga. Iz zapadnoga su se razvili slovenski, hrvatski, srpski, crnogorski, bošnjački, a iz istočnoga makedonski i bugarski jezik. Ranko Matasović podjelu južnoslavenskog prajezika na dva dijela povezuje s razvitkom i razgraničavanjima franačke i bugarske vlasti na ovim prostorima.
Istočnoslavenski je danas mrtav jezik starocrkvenoslavenski (ili staroslavenski).[nedostaje izvor] To je jezik prve slavenske pismenosti i književnosti. Utemeljen je na istočno-južnoslavenskom narječju iz okolice Soluna što su ga sveta braća Ćiril i Metod u drugoj polovici 9. stoljeća uzela za osnovu jezika slavenskoga bogoslužja i starocrkvenoslavenske književnosti i time ga uzdigla na razinu književnoga jezika.
On je još vrlo blizak praslavenskom jezičnom stanju pa pomaže u njegovoj rekonstrukciji. Od ostalih slavenskih jezika (osobito južnoslavenskih) u najranijim fazama njihova samostalnog razvoja tek se neznatno razlikovao. U kasnijim stoljećima u taj se književni jezik probijaju elementi jezika naroda u kojih se slavensko bogoslužje zadržalo u upotrebi te tako nastaju crkvenoslavenske redakcije: ruska, bugarska, srpska, hrvatska.
Hrvatskom se redakcijom služila hrvatska glagoljička liturgijska književnost, prisutna je u većoj ili manjoj mjeri u čitavoj glagoljaškoj književnoj djelatnosti, a ponešto je utjecala i na narodni jezik hrvatske latiničke pismenosti u prvim stoljećima njezina postojanja (14. – 16. stoljeće).
Hrvatski standardni jezik dijeli sa standardnim jezicima Bošnjaka, Crnogoraca i Srba – uz stanovite razlike razlike – zajedničku novoštokavsku dijalektnu osnovicu (fonologiju, gramatički sustav, osnovni rječnik). Kada standardni jezici različitih naroda imaju zajedničku dijalektnu osnovicu, u nekim se jezikoslovnim disciplinama smatra da se radi o konkretnim realizacijskim oblicima (varijantama) jednoga policentričnog standardnog jezika. U tom se smislu može govoriti o konkretnim oblicima standardne novoštokavštine, ali tomu kroatisti često dodaju napomenu da za razliku od slučajeva svih drugih jezika koji imaju varijante, nikada nije bilo jedinstvene novoštokavske osnovice ni početničkoga zajedničkog standarda, koji se onda, kao u drugim slučajima, počeo samostalno razvijati u susjednim državama ili u bivšim kolonijama (npr. francuski u Kanadi ili u Senegalu, engleski u Australiji ili u Južnoafričkoj Republici). Međutim, drugi znanstvenici podsjećaju da ni policentrični standardni njemački jezik nikada nije bio jedinstven niti je imao nekakav početni zajednički standard, nego se oduvijek samostalno razvijao u susjednim zemljama i cijelo vrijeme sadržavao varijantske razlike koje se vide do danas. Hrvatski standardni jezik, kao i drugi oblici standardne novoštokavštine, predstavlja svojom gramatičkom i glasovnom strukturom prijelaznu formu između sjevernoslavensko-slovenskoga i makedonsko-bugarskoga tipa (npr. stilistička vrijednost imperfekta i aorista) i jedini pokazuje osjetne sredozemne jezične utjecaje (→ dalmatski jezik). Među specifičnostima hrvatskoga standardnog jezika u odnosu na obližnje južnoslavenske standardne jezike, valja spomenuti diftonški izgovor ijekavskoga refleksa dugoga jata, niz naglasnih specifičnosti (osobito u oblicima glagolâ), osobitosti u deklinaciji (npr. razlikovanje dativnoga -omu i lokativnoga -ome), pojedine glagolske oblike, izostanak futura II. svršenih glagola, primjere iz osnovnog leksika (otok, cesta, zob, kruh, križ i sl., imena mjeseci), mnogobrojne bohemizme (vlak, dojam i dr.), stilemsku vrijednost mnogih orijentalizama i europeizama, dobrim dijelom samostalnu terminologiju svih struka i znanosti, vlastitu pravopisnu tradiciju itd.

### Početak standardizacije
Pod kraj 9. stoljeća Hrvati su sa slavenskim bogoslužjem dobili i književni jezik, starocrkvenoslavenski i pismo, glagoljicu. Pismenost se naglo širila, a u liturgijske i neliturgijske (nabožne i svjetovne) tekstove veoma brzo prodiru, ali s različitim intenzitetom i opsegom utjecaja, crte narodnoga jezika, u prvom redu čakavskoga narječja.
Tako je s jedne strane na čakavskoj podlozi za liturgijske knjige razvijen crkvenoslavenski jezik hrvatske redakcije ili hrvatskocrkvenoslavenski jezik, a s druge strane mješoviti tip književnoga jezika: narodni jezik s crtama crkvenoslavenskoga u službi stilskih sredstava za neliturgijske tekstove (do početka 14. stoljeća i za pravne).
Prevladavanje jedne ili druge sastavnice u tom hibridnom tipu jezika bilo je uvjetovano raznim čimbenicima:
- starinom predloška
- podrijetlom predloška
- užom namjenom teksta
- književnom kulturom pisca
- karakterom sredine u kojoj je i za koju je nastajao

Tako smo u početku, u srednjem vijeku, imali uglavnom tri tipa književnoga jezika:
- crkvenoslavenski hrvatske redakcije u liturgijskim spisima
- hibridni crkvenoslavenski-čakavski
- crkvenoslavensko-čakavsko-kajkavski u neliturgijskim spisima, pjesništvu, narodni (čakavski) u prikazanjima, svjetovnim tekstovima, zapisima i sličnim djelima.

Najstariji su spomenici hrvatskoga narodnoga jezika čakavskoga narječja "Istarski razvod" iz 1275., te Vinodolski zakonik, 1288.
Među najznačajnije spomenike hrvatskocrkvenoslavenskoga jezika na glagoljici spadaju "Misal kneza Novaka" iz Like, 1368., te "Hrvojev misal", 1404. Ostali su tekstovi, bilo narodna izraza, bilo miješanoga narodnoga i crkvenoslavenskoga.
Od početka 14. stoljeća (od dviju glagoljskih listina iz Novoga iz 1309. godine) u pravnim spisima srednjovjekovnih hrvatskih glagoljaša pobjeđuje upotreba narodnoga jezika, a crkvenoslavenski elementi ovdje su samo mjestimična iznimka. Narodni čakavsko narječje od samoga početka (“Red i zakon” zadarskih dominikanki iz 1345. godine, i “Šibenska molitva” iz istoga vremena) karakterizira hrvatsku latiničnu književnost.
Od prvih hrvatskih pisanih spomenika, od kojih je Bašćanska ploča, napisana oko 1100. godine, najvažnija jer je s njom hrvatski književni jezik stupio na područje pismenosti, razvija se bogata hrvatska srednjovjekovna književnost (životi svetaca, pripovijetke, romani, duhovno pjesništvo, crkvena prikazanja), dobrim dijelom prijevodna.
Uz glagoljicu vrlo se rano javlja i hrvatska ćirilica, znana i kao "arvacko pismo", arvatica, poljičica, bosančica (Bosna i Hercegovina, srednja i južna Dalmacija, Humačka ploča, “Povaljska listina” iz 1184./1250.) i latinica (Dalmacija, Istra, spomenuti “Red i zakon” najstariji je hrvatski tekst koji je u cjelini pisan latinicom).
Prvi je cjeloviti tekst na štokavskome narječju uopće Vatikanski hrvatski molitvenik, nastao u Dubrovniku prije 1400.
U razvoju hrvatske kulture, književnosti i jezika to je važno razdoblje. Stvorena su značajna djela ne samo povijesne nego i trajne kulturne vrijednosti. Preko njih je hrvatski književni jezik sačuvao kontinuitet od 11. stoljeća do danas, prvenstveno u rječničkom blagu i frazeologiji.
Najstariju gramatika hrvatskog književnog jezika napisao je isusovac Bartol Kašić početkom 17. stoljeća: knjiga je objavljena u Rimu 1604. godine (tj. nedugo nakon prve gramatike engleskog jezika koju je William Bullokar objavio 1586. godine, te približno stoljeće i pol prije prvih gramatika ruskog jezika) pod imenom Institutionum linguae illyricae (Ustroj ilirskoga/hrvatskoga jezika): oslanjajući se na stoljetnu tradiciju hrvatskog pisanja na sva tri narječja, on se većinom oslanja na novoštokavsku jekavicu (koju zove "dubrovačkim" govorom) na koju 1630-ih godina prevodi Bibliju, te u ono doba po hrvatskim zemljama znatno raširenije štokavske ikavice (koju Kašić zove "bosanskim" govorom), kojom piše svoj Ritual Rimski (službena zbirka tekstova i uputa za bogoslužje) iz 1640. godine.
Nakon što se tijekom narednih stoljeća brojna književna djela – pa i gramatike – pišu kako na novoštokavskoj ikavici, tako i na ijekavici (također i na čakavskom, te osobito kajkavskom narječju), zaslugom Ilirskog pokreta sredinom 19. stoljeća sve više prevladava ijekavica; naposljetku krajem 19. stoljeća postaje za uporabu u školama obvezatan Hrvatski pravopis Ivana Broza iz 1892. godine, koji upućuje na službenu uporabu jekavske novoštokavice kakvu se – uz manje promjene – kao standardni hrvatski jezik koristi do danas.

### Postanak hrvatskoga književnoga jezika i renesansna književnost
Tijekom renesanse, učeni Hrvati – koji studiraju u inozemstvu, ili visokim učilištima u Hrvatskoj, poput dominikanskog Sveučilišta u Zadru (osnovano 1396. godine), pavlinskog Sveučilišta u Lepoglavi (osnovano 1656.), isusovačkog Sveučilišta u Zagrebu (osnovano 1669. godine) i franjevačke Visoke filozofske škole u Osijeku (osnovana 1707. godine, 8 godina nakon što je Mirom u Srijemskim Karlovcima Slavonija vraćena Hrvatskoj) – počinju pisati književna djela na narodnom jeziku, sukladno tadašnjem europskom trendu. Krajem 15. stoljeća nastaje prva hrvatska drama Radmio i Ljubmir, koju Džore Držić piše na (ijekavskom) dubrovačkom narječju. 1536. godine Petar Zoranić (ikavskim) narječjem sjeverne Dalmacije piše prvi hrvatski roman Planine.
Razvijanjem tiska, književna djela na hrvatskom jeziku postaju šire dostupna. Osobito se šire se osobito molitvenici, te najčitanija knjiga u hrvatskom narodu do sredine 20. stoljeća. Tako primjerice 1660. godine Petar Zrinski objavljuje u Veneciji hrvatski prijevod djela svojega brata Nikole VII. Zrinskog "Sirena Jadranskoga mora" i molitvenik "Putni tovaruš", djelo svoje supruge Ane Katarine Zrinski.
Osobito utjecajno književno djelo bio je “Razgovor ugodni naroda slovinskoga” (prvo izdanje: Venecija, 1756.), djelu koje je dalmatinski franjevac Andrija Kačić Miošić napisao na štokavskoj ikavici – te uz uvažavanje Gramatike koju je Bartol Kašić (isusovac iz Dalmacije) za ikavsku štokavicu napisao 1604. godine. Znatan utjecaj na postupno prihvaćanje štokavskog standarda imao je i Kašićev prijevod "Rituala Rimskog" (Rim, 1640. god.) – službenog liturgijskog molitvenika iz kojega su svećenici čitali molitve u najrazličitijim javnim prigodama – od vjenčanja do pogreba. Međutim su čakavci i štokavci ostajali svjesni jezičnog bogatstva koje su baštinili, te se tijekom tog razdoblja nastavila razvijati osobito kajkavska književnost; možda je slabijem prihvaćanju štokavštine na području Sjeverozapadne Hrvatske pridonijela i činjenica da je to područje crkveno bilo vezano uz Mađarsku, gdje se preferiralo korištenje Rimskog Rituala na latinskom jeziku.
Tijekom tog razdoblja književnici često gledaju ugraditi u (hrvatski književni) jezik kojim pišu najbolje elemente sva tri hrvatska narječja – štokavskog, kajkavskog i čakavskog. To osobito vrijedi za književnike baroknog Ozaljskog književnog kruga, kojega uz gore navedene Petra i Katarinu Zrinsku spadaju Fran Krsto Frankapan i pavlin Ivan Belostenec.
U razdoblju europskoga preporoda (renesansa) u gradskim središtima, poput Splita, Dubrovnika, Zadra, Hvara, književni radovi stvaraju se na mjesnim narječjima.
Od XIV. stoljeća hrvatski su latinisti pridonosili latinističkoj književnosti europskoj: hrvatski se morao potvrditi kao ravnopravan izričaj na kojemu se može prenijeti misleno područje: rad je humanista i preporodnih pisaca stoga osobito važan.
Pjesmotvorje na jeziku hrvatskome opstoji od XIV. stoljeća; na njem je spjevana “Judita” (Venecija, 1501.), djelo oca pjesničke umjetnosti hrvatske, Marka Marulića – kojemu su preteče poznati i nepoznati petrarkisti dubrovački.
Marulić je pisao čakavskim narječjem, rabeći katkad i štokavske i kajkavske oblike kada su mu kao pjesničko sredstvo bili potrebni.
Ulaskom štokavskoga narječja u hrvatsku književnost pod kraj 15. stoljeća u djelima Šiška Menčetića (1457. – 1527.), Džore Držića (1461. – 1501.) i pjesama spjevanih "na narodnu" u Ranjininu zborniku počinje naš današnji književni jezik.
Da se kraj 15. stoljeća može smatrati njegovim početkom, dovoljno je kao osvjetljenje te tvrdnje navesti jednu pjesmicu Šiška Menčetića:
'Ti ćeš, biti uzrok moje smrti'
Ako li i dođe prijeka smrt na mene
ti s’ uzrok, gospođe, život moj da vene.
Šesnaesto je stoljeće značilo vrhunac hrvatske renesansne književnosti, poglavito čakavsko-štokavskoga kruga (Hanibal Lucić, Petar Hektorović, Petar Zoranić, Mavro Vetranović, Marin Držić, Dominko Zlatarić) sa središtima u Zadru, Hvaru, Korčuli i Dubrovniku.
U sjevernoj se Hrvatskoj pojavila književnost na kajkavskome narječju (Vramec: “Postila”), kao i na čakavsko-kajkavskom međunarječju (protestantski pisci Stjepan Konzul Istranin i Antun Dalmatin).
Od ulaska štokavskoga narječja u hrvatsku književnost hrvatski književni jezik štokavskoga tipa razvijao se evolutivno, bez velikih lomova i usjeka pa se kraj 15. stoljeća može s pravom smatrati početkom današnjeg hrvatskog književnoga jezika odnosno početkom njegova standardiziranja, jer je među ostalim, već onda bio polivalentnim. Točnije, jezik najrazvijenije i vrlo utjecajne dubrovačke književnosti, koja je utjecala na sve ostale pisce na hrvatskom jeziku, postao je standardnim.
U ovom je razdoblju hrvatski jezik postao i jezikom kojeg se izučavalo na sveučilištima i to odlukom samih papa.[nevjerodostojan izvor][neprimjeren zaključak] Hrvatski se izabralo zbog legende o hrvatskoj braći Čehu, Lehu i Mehu, a uzelo ga se kao zajednički jezik na kojem će se objavljivati crkvene knjige za slavenske narode.[nedostaje izvor][neprimjeren zaključak] To je bilo u sklopu programa katoličke obnove. Time se hrvatski potvrdio da je bio jezikom visoke kulture i znanosti, na istoj razini kao jezici koje je Katolička Crkva u to doba smatrala najvažnijim svjetskim jezicima za proučavanje Biblije i crkvenih znanosti.[nevjerodostojan izvor][neprimjeren zaključak] Radilo se o dekretima koje je izdao Zbor za širenje vjere u ime papa. Prvi je iz 1622., u ime pape Grgura XV., u kojem se zapovijeda svim visokim crkvenim školama na području Mletačke Republike osnovati katedre za arapski i ilirski jezik. U dekretu iz 1623. kojeg je izdao u ime pape Urbana VIII., zapovijedilo se neka se na svih crkvenim školama i crkvenim sveučilištima uz hebrejski, pučki i klasični grčki, kaldejski (aramejski) i arapski uči također i ilirski jezik. Presuda vrhovnog crkvenog suda, Svete Rote od 10. prosinca 1655. je riješila sve dvojbe oko toga na što se pojam "ilirski" odnosi: Ilirik su Dalmacija, uža Hrvatska, Bosna i Hercegovina te Slavonija i time je obilježila etnički prostor hrvatskog naroda.
Djela hrvatske književnosti iz tog razdoblja, posebice iz dubrovačkog područja bila su predmetom neutemeljenih velikosrpskih posizanja za hrvatskom kulturom. Te velikosrpske otimačine nisu prestale ni vojnim porazom Srbije u osvajačkom ratu protiv Hrvatske i BiH.

### Barokni slavizam, prosvjetiteljstvo i jezična standardizacija
17. stoljeće i prva polovina 18. stoljeća znače novo razdoblje u razvoju hrvatske književnosti i njezina jezika.
To je doba zamiranja književnoga i kulturnoga rada u dalmatinskim gradovima pod mletačkom upravom, doba sve oskudnijega materijalnog i kulturnog stanja na područjima pod Turcima, doba protureformacije i katoličke obnove, u kojoj prednjači isusovački red i koja za svoj obnovljeni vjerskopoučni rad među pukom ponovo traži što šire prihvatljiv i razumljiv književni jezik.
Postupno povlačenje Turaka ostavlja za sobom nove prostore za širenje književnoga i kulturnoga djelovanja.
To je i doba nastanka naših prvih gramatika i pojačanoga leksikografskog rada, doba teorijskih i praktičnih pokušaja na stvaranju jedinstvenoga književnog jezika. Unatoč pokrajinskim i neodređenim općim nazivima što se sve češće javljaju kao ime hrvatskoga jezika (slovinski, slovjenski, dalmatinski, ilirski i drugi), traje neprekidna svijest svih hrvatskih krajeva i narječja o pripadnosti jednom jeziku i o potrebi njegova ujednačavanja. Pritom se sve češće izražava načelo o potrebi stvaranja jedinstvenoga književnog jezika na temelju najraširenijega narodnoga govora i sve jasnijom biva svijest da je taj najrašireniji narodni govor štokavština.
Na samom početku ovoga razvojnog razdoblja hrvatskoga književnog jezika nastaje i njegova prva gramatika “Institutionum linguae illyricae libri duo” Pažanina Bartola Kašića, objavljena u Rimu godine 1604.
To je gramatika jezika dotadašnje hrvatske pismenosti i književnosti. Osnova joj je čakavska, ali u njoj ima i štokavskih elemenata. Kasnije je njezin autor, na svojim misionarskim putovanjima u krajeve pod Turcima i u Dubrovnik, spoznao da je štokavsko narječje najraširenije među našim narodnim govorima i dâ bi bilo najpogodnije kao osnova književnoga jezika.
Bartol Kašić je i autor prvog poznatog hrvatskog cjelokupnog prijevoda “Svetoga pisma” i hrvatsko-talijanskoga rječnika, ali je to oboje, nažalost, ostalo u rukopisu (Kašićev je prijevod Biblije prvotiskan 2000. godine.).
Objavio je niz vjerskih i vjerskopoučnih djela i više prijevoda, od kojih je najznačajniji “Ritual rimski”, objavljen u Rimu 1640. godine, koji je svojom svakodnevnom porabom na širokom prostoru znatno utjecao na razvoj hrvatskoga književnog jezika i imao u njemu onu ulogu koju su u ostalih europskih naroda imali objavljeni prijevodi Svetoga pisma.
U 17. stoljeću razvija se i književnost u Bosni s najpoznatijim predstavnikom Matijom Divkovićem.
On svoja djela piše istočnobosanskom staroštokavskom ijekavicom za razliku od većine kasnijih bosanskih pisaca, kod kojih sve više prevladava novoštokavska ikavica. Književni rad u Bosni u 17. i u prvoj polovini 18. stoljeća uklapa se u tijekove katoličke obnove i gotovo se isključivo veže uz franjevački red. Djelovanje bosanskohercegovačkih franjevaca na oživljavanju vjerskog, kulturnog i književnog života u okvirima franjevačke redodržave Bosne Srebrne, koja je u to doba obuhvaćala uglavnom sve štokavske Hrvate, znatno je pridonijelo uklanjanju narječnih razlika u pisanom jeziku i ujednačavanju hrvatskoga književnog jezika na širokom prostoru od Slavonije do mora. U tom jeziku, uz narječne osobine pojedinih pisaca, prevladava novoštokavska ikavica.
U Dubrovniku je u 17. stoljeću prevladala novoštokavska ijekavica, a sve se više ostvaruju uvjeti za prihvaćanje štokavštine i kod pisaca čakavaca u južnoj Hrvatskoj. Ti su pisci već i prije u svoja djela unosili štokavske crte pod utjecajem dubrovačke i usmene štokavske književnosti. Djelovanjem bosanskohercegovačkih franjevaca štokavština postaje prestižni književni jezik i na južnočakavskom području. Jedan od odvažnih poticaja u tom pravcu bio je i rječnik talijanskoga isusovca Jakova Mikalje "Blago jezika slovinskoga" iz 1649. – 1651. Mikalja je sudjelovao u katoličkoj obnovi u našim krajevima i u tom je rječniku izrazio misao da bi Hrvati trebali za književni jezik odabrati svoje najljepše narječje, a to je “bosansko” (to jest štokavština), koje se po ljepoti može usporediti s toskanskim u Italiji.
Vrhunac je barokni pjesnički izraz doživio u djelima Ivana Gundulića, Ivana Bunića i Junija Palmotića – svima pisanima posebnim stiliziranim oblikom ijekavske štokavštine.
Dubrovniku je susjedna Hercegovina bila štokavska, te je s čakavskim podslojem (na Dubrovačkom području se u ranijim stoljećima govorilo čakavicom) u XVII. stoljeću oblikovan ondje razrađen štokavski književni izraz. Tim je trima djelovanjima: jezikoslovnima (Kašić, Mikalja), pučko-prosvjetnima (Divković) i književno-umjetničkima (Gundulić, Palmotić) oblikovan jezik koji se po glavnim značajkama nije bitno razlikovao od modernoga hrvatskog standardnoga jezika.
U 18. stoljeću, nakon oslobođenje velikoga dijela Hrvatske od turske vladavine, a u skladu s općim tendencijama racionalizma, u svim se hrvatskim krajevima javljaju prosvjetiteljski pisci. Cilj im je podizanje kulturne razine svih oblika narodnog života, te stoga svoja djela namjenjuju uglavnom neukom puku. Borci su protiv predrasuda, praznovjerja, zaostalosti i neukosti i pobornici istine, razuma i općeg napretka. U tom su poslu motivirani sviješću o potrebi uvođenja vlastite narodne kulture u zajednicu prosvijećenih europskih naroda. U težnji da osvoje što širi krug čitatelja i da im približe svoja djela, u svom se stvaralaštvu često služe oblicima i jezičnim izrazom narodnog stvaralaštva. Na taj način njihova djela poprimaju pučko obilježje i stječu veliku popularnost u narodu, a šire i utjecaj štokavskoga narječja, na kojem su pisana. Najčitanije su bile i najveću su popularnost stekle dvije knjige: “Razgovor ugodni naroda slovinskoga” Andrije Kačića Miošića iz Makarskoga primorja (1756.; prošireno izdanje 1759.), te “Satir iliti divji čovik” Slavonca Matije Antuna Relkovića (1762.; drugo, prošireno izdanje 1779.).
Kačićev "Razgovor ugodni naroda slovinskoga" – zbirka poezije na štokavskoj ikavici koju je Kačić kao već zreo intelektualac i pisac sastavio u desetercu i osloncem na tradiciju narodnog pjesništva – imala je nemjerljivi utjecaj na razvoj hrvatskoj jezičnog standarda. Ta je knjiga bila čitana vrlo mnogo, te je na zimskim sijelima ("večeri poezije", rekli bismo urbanim izričajem) u selima svih dijelova Hrvatske (i šire) bilo do drugog svjetskog praktično bez iznimke čitana ili recitirana napamet. Time je i u jezično iznimno raznolikim kajkavskim i čakavskim područjima jezik Kačićevih stihova postajao svojevrsna "lingua franca" i referentni izvor riječi (od kojih je mnoge skovao sam Kačić) i izričaja koji je dopunjavao jezični fond koji je puk dobivao u roditeljskoj kući i tijekom skromnog školskog obrazovanja. "Tvrdnje o standardizaciji jezika koje su bile zasnovane na unitarističkoj, srpskohrvatsko-vukovskoj tendencioznosti, i koje govore da je ona provedena tek u 19. stoljeću, pokazat će se neistinitima jer i Kačić sa svojim djelom, kao i Kašić još prije svojom Gramatikom iz 1604. godine, dakle dva vijeka prije Vuka, pokazuju svojevrsnu normiranost hrvatskog jezika, da ne spominjemo druge zaslužnike u području hrvatskog jezikoslovlja."
Književnojezični razvoj protekloga razdoblja, u kojem se već jasno ocrtavalo prvenstvo štokavštine u ulozi hrvatskoga književnog jezika, omogućio je piscima ovoga razdoblja da prihvate više-manje jedinstven književni jezik na novoštokavskoj narječnoj osnovi, uglavnom zapadnoga ikavskog tipa (izuzev ijekavskoga Dubrovnika). U tom jeziku obilježja jedinstvenosti pretežu nad pokrajinskim razlikama. Osvajanjem široke čitateljske publike u većinskom dijelu hrvatskoga naroda, širenjem svoje upotrebe u sve raznolikije svrhe i uključivanjem u sve novija područja ljudske djelatnosti u vezi sa zahtjevima novoga vremena taj jezik već funkcionira kao standardni jezik.

### Ilirski pokret i filološke škole
Sve je Hrvate u jednom jeziku i u jednom slovopisu (grafiji), tipu slova za pisanje glasova, ujedinio tek Ljudevit Gaj (1809. – 1872.) kao predvodnik kulturalnog i političkog Ilirskog pokreta. On 1830. izdaje u Budimu knjižicu "Kratka osnova horvatsko-slavenskog pravopisanja poleg mudroljubneh, narodneh i prigospodarneh temeljov i zrokov".
U njoj po češkom uzoru predlaže č, ž, š, ľ, ň, ď, ˇg to jest, za svaki glas poseban znak.
Prihvaćeno je č, ž, š, a za druga su slova uzeti dvostruki znakovi, dvoslovi lj, nj, dj ili gj, dž, iz poljskoga je preuzeto ć, a kasnije je namjesto dj još predloženo đ.
Gaj 1835. izdaje Novine Horvatzke s prilogom Danicza Horvatzka, Slavonzka y Dalmatinzka, novine kajkavski, a Danicu kajkavski i štokavski, uz stari pravopis katkad upotrebljava i novi.
U početku 1836. mijenja naslov u Ilirske narodne novine, Danica ilirska i uvodi novi slovopis i hrvatski književni jezik stiliziran na štokavskoj narječnoj osnovi po ugledu na tradicionalnu hrvatsku književnost Dubrovnika i jezikoslovca Bartola Kašića.
Iako je to za kajkavski Zagreb bio revolucionarni čin, Gaj je naišao na neznatan otpor jer je i prije njega na kajkavskom području bilo uvriježeno shvaćanje da općehrvatski jezik treba stilizirati prema književnosti nekadašnje Dubrovačke Republike kao jedinog slobodnog prostora koji nije bio pod stranim utjecajem, stoga su tako već ranije bila pisana i Disertacija Janka Draškovića iz 1832. godine.
Stilizacijom hrvatskoga jezika na štokavskoj osnovi Gaj nije prekidao jezičnu tradiciju, nego ju je nastavio i proširio obuhvativši sva hrvatska narječja prema jednom stilu, u prvom redu prema dubrovačkom i slavonskom.
On je dakle jedan od hrvatskih književnih jezika, koji je u Hrvata već bio izgrađen i prije preporoda, proširio i na kajkavsko područje.
Tako je Gaj u jednom književnom jeziku i u jednom pravopisu ujedinio sve Hrvate i njegove su zasluge zbog toga goleme: stvorio je najbolje temelje za procvat hrvatske kulture na svim područjima ljudske djelatnosti.
Gaj i ilirci težili su i više od toga. Nastojali su da u književnom jeziku ujedine sve Južne Slavene. Zato su hrvatski jezik nazvali ilirskim i zato su neke pojedinosti prilagođavali tome cilju. Tako su na mjestu nekadašnjega jata pisali ě težeći da tako ujedine ijekavce, ikavce i ekavce. Samoglasno r pišu s popratnim glasom (perst, parst), u genitivu množine pišu -h (ženah). Pravopis je morfonološki (korijenski, sladka, žalostno). Valja imati na umu da je to bio samo način pisanja, izgovor je bio prst, žena, slatka, žalosno, jedino se ě čitao različito. I u jeziku su zadržali neke posebnosti, na primjer u deklinaciji različit dativ, lokativ i instrumental množine (dativ ženam, lokativ ženah, mjestih, instrumental ženami, narodi). Ali široka se ilirska ideja pokazala neostvarljivom. Svi su južnoslavenski narodi krenuli svojim putima.
Od samoga je početka Gajevo djelovanje dalo snažan poticaj književnosti i tako se hrvatski književni jezik kao sredstvo umjetničkog izraza očituje u svom najvećem postignuću.
Gaj je i sam objavljivao stihove i prozu, ali su značajnija ostvarenja dali drugi: Vraz, Demeter, Nemčić, a najvrjednija Ivan Mažuranić i Petar Preradović.

#### Zagrebačka jezikoslovna škola
Jezikoslovno oblikovanje književnog jezika u trećoj četvrtini 19. stoljeća u znaku je takozvane zagrebačke jezikoslovne škole. Začetnici su joj Gaj i gramatičari Vjekoslav Babukić i Antun Mažuranić, ali je do najsnažnijega izraza došla kad joj se na čelu našao gramatičar i književnik Adolf Veber Tkalčević (1825. – 1889.) i leksikograf Bogoslav Šulek (1816. – 1895.). Obojica su uglavnom branila dotadašnji način pisanja, a Tkalčević se posebno zalagao za nastavak -h u genitivu množine, predlažući da se takav oblik i govori. Stoga su on i njegovi sljedbenici nazvani ahavcima. U njihovu je radu značajna i težnja za jezičnom čistoćom. Ona se najviše očitovala u zamjenjivanju tuđica našim riječima. Šulek je nastojao da stvori hrvatsko znanstveno nazivlje, ali je zbog otpora prema germanizaciji i suzbijanja prevlasti njemačkoga i latinskoga jezika svjesno nastojao da nazivi budu domaće riječi.
Ako ih nije bilo, stvarao je nove ili ih je preuzimao iz slavenskih jezika, uglavnom iz češkoga i ruskoga, prilagodivši ih hrvatskomu. Obojica su, Tkalčević svojim člancima i gramatikama, i Šulek svojim rječnicima, učinili toliko da su njihovi suvremenici dobili jezik sposoban za praktičnu porabu i u školi, upravi i znanosti, a po tome su svojim zaslugama zadužili i kasnije naraštaje. Suvremeni je hrvatski nezamisliv bez Šulekovih novotvorenica kao što su pojam, vodovod, olovka, nogostup, veleizdaja, kišobran, računovođa….
Jedan od posljednjih značajnih književnika koji je uglavnom još pisao jezikom zagrebačke škole, bio je Ksaver Šandor Đalski kome su djela poslije njegove smrti prerađena i iznova izdana fonetskim pravopisom. Nakon njega je više desetljeća jezik zagrebačke škole uglavnom nestao iz javnosti, ali se djelimice obnavlja od 1971. do danas, pa ga sada u Hrvatskoj opet zastupaju i razrađuju jezikoslovci Bulcsú László i Marijan Krmpotić te književnici Mato Marčinko, Branko Petener, Marijan Horvat Mileković i drugi.

#### Riječka jezikoslovna škola
Svojstvuje ju nastojanje za uvođenje tzv. slavenskog ili kratkog genitiva množine te starijih jezičnih oblika u književni hrvatski jezik.
Ta je škola imala najkraće djelovanje i najmanje odjeka. Na čelu je Fran Kurelac koji se zalaže za arhaičan i u velikoj mjeri artificijelan jezik, zasnovan na mješavini hrvatskih narječja u kojoj će prevagu imati najstarije, čakavsko najrečje, koje on smatra jezgrom hrvatskoga jezika. Smatrali su da osnovicu standardnog jezika trebaju činiti oni elementi koji su zajednički većini slavenskih jezika. Riječka filološka škola zalagala se za genitiv množine na nulti morfem (puno sel, žen, molitav), za 1. osobu prezenta na –u (ja ispletu), za dvojinu i u imenica (dvaju rukopisu, širokih rukavu) i u glagola (te me uvedosta i pokazasta), za stari kondicional s oblicima bim, biš, bi, bimo, bite, bi, za futur sa svršenim prezentom glagola biti (budu govorit), za starinske glagolske priloge i gerunde (navraćaje, obišad, našavše), za perfekt bez pomoćnog glagola, za posve arhaične konstrukcije kao što su poredbeni genitiv (misli kamena tvrđe), dativ apsolutni (profesorom toga se žamora plašećim), za arhaične oblike čto i vsaki, te za mnoštvo pojedinačnih riječi koje su u to doba već bile posve zastarjele, a kojima su oni sami mijenjali dotadašnja značenja ili koje su posuđivali iz drugih slavenskih jezika (čest – sreća, dugotrp – strpljiv, lotrija – besposlica, nauzprek – protivan, saharana – spasenje, udilje – odmah, zaobstun – uzalud itd.).
Zalažu se za:
- G mn. na nulti morfem (puno sel, žen, molitav), 1. l. pz. na –u (ja ispletu),
- za dvojinu i u imenica (dvaju rukopisu, širokih rukavu) i u glagola (te me uvedosta i pokazasta),
- za stari kondicional s oblicima bim, biš, bi, bimo, bite, bi,
- za futur sa svršenim prezentom glagola biti (budu govorit),
- za starinske glagolske priloge i gerunde (navraćaje, obišad, našavše), za perfekt bez pomoćnog glagola,
- za posve arhaične konstrukcije kao što su poredbeni genitiv (misli kamena tvrđe),
- za dativ apsolutni (profesorom toga se žamora plašećim) te
- za mnoštvo pojedinačnih riječi koje su u to doba već bile posve zastarjele, kojima je on sam mijenjao dotadašnja značenja ili koje je posuđivao iz drugih slavenskih jezika (čest – sreća, dugotrp – strpljiv, lotrija – besposlica, nauzprek – protivan, saharana – spasenje, udilje – odmah, zaobstun – uzalud itd.), kao i za arhaične oblici: čto, vsaki. Što se tiče pravopisa zalagao se za dosljedan morfološko-tvorbeni pravopis.[37]

#### Zadarska jezikoslovna škola
Svojstvuje ju nastojanje za uvođenje ikavštine kao književnoga hrvatskog jezika.
Djelovali su kroz časopis „Zora dalmatinska“, čiji je urednik bio Ante Kuzmanić.
Zalagali su se za dalmatinsku novoštokavsku ikavicu, a u prvo vrijeme i za hrvatsku regijonalnu dalmatinsku grafiju.

#### Hrvatskivukovci
Pod kraj 19. stoljeća javlja se nova struja u gledanjima na književni jezik. 
Reforma je srpskoga folklorista i jezikoslovca Vuka Karadžića pobijedila u Srbiji i njegov ugled je počeo naglo rasti i u Hrvatskoj.
Tada hrvatski jezikoslovci, nazvani hrvatski vukovci, nastoje književni jezik oblikovat prema Karadžićevu uzoru.
Najprije je Ivan Broz na fonološkim načelima izradio Hrvatski pravopis (Zagreb, 1892.).
Budući da dotadašnji tvorbeno-morfološki nije imao dugu normativnu tradiciju niti kakvih izrazitih prednosti (a i stara je “uzorna” dubrovačka književnost bila pisana pretežito fonološkim hrvatskim pravopisom) i kako su Hrvatski pravopis donijeli i prihvatili sami Hrvati, uz neka početna kolebanja i manji prijekid za NDH fonološki se pravopis ustalio i upotrebljava se uz normalna usavršavanja i danas.
Na osnovi Karadžićevih i Daničićevih djela Tomislav Maretić (1854. – 1938.) izradio je svoju veliku Gramatiku i stilistiku hrvatskoga ili srpskoga književnoga jezika (Zagreb, 1899., 1931., 1963.).
Ona je unijela veće promjene u hrvatski književni jezik u mnogim pojedinostima, a značajnim dijelom samo u oblicima množinskih padeža.
No, to je jednim dijelom već bilo na razvojnoj crti hrvatskoga književnoga jezika pa nije bilo pokušaja da se stari padeži vrate ni kad su Hrvati poslije opet mogli slobodno odlučiti drukčije.
No, u nekim je jezičnim propisima Maretićeva škola slijepo slijedila srpske uzore te je pokušala hrvatskom standardnomu jeziku nametnuti oblike strane hrvatskoj jezičnoj tradiciji.
U nekoliko bitnih pitanja škola hrvatskih vukovaca se razlikovala od ilirskih i poilirskih jezičnih koncepcija. Osnovne predodžbe o hrvatskome jeziku ilirske, kao i zagrebačke škole bijahu:
- novoštokavski idiom kao jezgra hrvatskoga standardnoga jezika, no otvorenoga za utjecaje ostalih hrvatskih narječja (čakavskoga i kajkavskoga), što se očitovalo u uvažavanju tronarječne dimenzije hrvatskoga
- jezični purizam koji se iskazivao u novotvorbi hrvatskih riječi mjesto internacionalizama ili tuđica
- svijest o kontinuitetu hrvatske jezične i književne baštine te shvaćanje književnoga jezika kao više potencije narodnoga

Škola hrvatskih vukovaca, kojoj je na čelu bio Tomislav Maretić, a zastupala je gledišta temeljena na osnovnim shvaćanjima Vuka Karadžića i Đure Daničića, imala je sljedeće stavove o hrvatskome jeziku:
- izjednačavanje narodnoga i književnoga jezika, što je u praksi značilo jezičnopovijesni nihilizam i zabacivanje hrvatske književne baštine, kao i nekritičku adoraciju djela Vuka Karadžića
- štokavski purizam, tj. odbijanje čakavskih i kajkavskih riječi i oblika u hrvatskom književnom jeziku, što je dovodilo i do grotesknih pokušaja štokavizacije kajkavskih i čakavskih toponima (Dionice i Spljet umjesto Delnice i Split)
- potiskivanje tvorbenosti hrvatskoga jezika, ili ustrajanje u pokušajima afirmacije međunarodnica (historija, muzika) na račun hrvatskih tvorenica (povijest, glazba)
- odbacivanje, zanemarivanje i prešućivanje dosega starije hrvatske književnosti i standardiziranosti hrvatskog jezika (taj pristup je u potpunosti odbacio razdoblje od početaka do pojave iliraca i Gaja)

Sukladno tadašnjim austrijskim geopolitičkim konceptima ("austroslavizam"), dobiva vojvođanski Srbin Đuro Daničić (bliski suradnik, te u punom smislu nasljednik srpskog jezikoslovca Vuka Karadžića) priliku da u Zagrebu radi na svojem Rječniku hrvatskoga ili srpskoga jezika. Taj rječnik – koji je napisan u svrhu što većeg približavanja hrvatskog i srpskog književnog jezika – koji izlazi u razdoblju 1880. – 1882. god., te ostvaruje znatan utjecaj na hrvatski jezik (a i na srpski). Međutim hrvatski književni jezik ne prestaje ni nakon toga primati znatne utjecaje iz kajkavskog i čakavskog narječja (naposljetku se glavna hrvatska kulturalna središta i nalaze na čakavskom i kajkavskom području, te su najznačajniji hrvatski književnici nerijetko od djetinjstva i rane mladosti "zaraženi" tim narječjima), te nastojanja da se od hrvatskog i srpskog jezika učini jedan "srpskohrvatski" jezik ipak nisu bila uspješna. Primjerice je (izvorni kajkavac) Miroslav Krleža u radzoblju nakon I. svjetskog rata zastupao tezu o jedinstvenom srpskohrvatskom jeziku i narodu, i pisao na ekavici. Nakon stanovitog vremena života u jugoslavenskoj državi – gdje se ubrzo razbijaju njegove iluzije prema kojima bi zbog željene bliskosti sa Srbima bilo prihvatljivo odreći se hrvatskog jezika i hrvatskog nacionalnog identiteta – sam postaje svjestan promašenosti politiziranog koncepta u kojem je sudjelovao, istražuje vlastitu kajkavsku baštinu (te 1936. god. objavljuje kajkavske "Balade Petrice Kerempuha", u kojem ne koristi nijedno od govornih kajkavskih narječja, nego stvara jedan bogati književni jezik "kakav je mogao biti da nismo prihvatili štokavštinu") i naposljetku postaje glavnim pokroviteljem Deklaracije o nazivu i položaju hrvatskog književnog jezika iz 1967. godine. Kod – na području jezika vrlo utjecajnog – M. Krleže prepoznajemo odrednice burnog razdoblja u razvoju hrvatskog jezika, koji su od razdoblja zadnjeg dijela 19. do prema kraju 20. stoljeća ostali vrlo jako obilježeni rastom, krizama i konačnom propašću jugoslavenske ideje. Neki autori to razdoblje, zapravo, i zovu "Krležinim dobom".

#### Ishod
Iako su "vukovci" naizgled izvojevali pobjedu koncem 19. stoljeća, uskoro se pokazalo da se radilo o Pirovoj pobjedi. Sve glavne točke ilirskog i poilirskoga hrvatskoga jezičnoga programa, od tronarječnosti i hrvatske književne tradicije do tvorbenosti-definitivno su nadvladale programatski ideal mladogramatičara ili "hrvatskih vukovaca". Mladogramatičarski su pokušaji propali bujnim razvitkom hrvatske književnosti 20. stoljeća (Tin Ujević, Miroslav Krleža), a hrvatsko ih je jezikoslovlje i "službeno" prevladalo koncem SFRJ. Ivan Broz i Franjo Iveković izradili su Rječnik hrvatskoga jezika (Zagreb, 1901.) također na Karadžićevoj i Daničićevoj osnovi, ali on nije bitno mijenjao dotadašnje hrvatsko jezično stanje.
Tim su se zahvatima razlike između hrvatskoga i srpskoga književnoga jezika znatno smanjile – privremeno, ali do njihova jedinstva nije došlo.

### Jugoslavensko razdoblje
Stvaranjem prve Jugoslavije 1918. godine silom srpske vlasti, zakona, odluka i propisa koji su protegnuti na Hrvatsku ili koji su donošeni u Beogradu samo na srpskome jeziku, srpski se književni jezik znatno proširio na štetu hrvatskoga i tako je na mnogim područjima kao što su uprava, zakonodavstvo, sudstvo, školstvo i vojska naglo prekinuta hrvatska jezična tradicija, ali ni takvim nasilnim postupcima nije postignuto jezično jedinstvo. Da se što više sačuvaju hrvatske jezične osobine, dr. Petar Guberina i dr. Kruno Krstić napisali su knjigu “Razlike između hrvatskoga i srpskoga književnog jezika” (Zagreb, 1940.). Ta je knjiga imala dugo jak utjecaj na čuvanje hrvatske jezične posebnosti.
Zatiranje hrvatskoga književnoga jezika trajalo je sve do stvaranja banovine Hrvatske 1939. godine. Tada je u mnogome vraćeno hrvatsko nazivlje, a pogotovo stvaranjem Nezavisne Države Hrvatske. Nevolja je bila samo u tome što su obje faze, banovinska i endehaška, trajale samo sedam godina.
U partizanskome ratu i dolaskom komunista na vlast u Hrvatskoj hrvatski nazivi vraćeni za Banovine uglavnom su ostali, osim u vojsci jer je tu prevladalo srpsko vojno nazivlje. U početku je u drugoj Jugoslaviji u načelu priznato svakomu narodu da se služi svojim jezikom pa su zakonski priznata četiri ravnopravna jezika: hrvatski, srpski, slovenski i makedonski, dopušteni su bili prijevodi sa srpskoga na hrvatski i obrnuto.

#### Novosadski dogovor
Komunistička partija Jugoslavije u svome internacionalističkome usmjerenju bila je protiv mnogih nacionalnih obilježja i uvodila nove nazive.
Tada je na primjer stranka preokrenuta u partija, tajnik i ministar u sekretar, glavni tajnik u generalni sekretar, glavni ili središnji odbor u centralni komitet, vojska u armija, redarstvo i oružništvo u milicija, gospodin u drug, glazba u muzika, povijest u historija, skup, zbor u miting, škola u centar i slično.
Većinom su to bile tuđice, mnoge uobičajenije u srpskome književnome jeziku. Nastojalo se pritom da hrvatski i srpski književni jezik postanu jedinstveni standard – hrvatskosrpski, odnosno srpskohrvatski. S tom je namjerom uredništvo Letopisa Matice srpske raspisalo anketu o jezičnim i pravopisnim pitanjima i do rujna 1954. Letopis je objavio odgovore četrdesetak sudionika.
Poslije završene ankete održan je sastanak na kojem je zaključeno »da je jezik Hrvata, Srba i Crnogoraca jedan jezik, pa je i književni koji se razvio oko dva središta, Zagreba i Beograda, jedinstven s dva izgovora: ijekavskim i ekavskim«, da je u nazivu jezika u službenoj upotrebi »nužno istaknuti oba njegova dijela (i hrvatski i srpski)«, da su »ravnopravna oba izgovora (ijekavski i ekavski) i oba pisma (latinica i ćirilica)«, da je »potrebno izraditi priručni rječnik hrvatskosrpskoga/srpskohrvatskog književnog jezika, terminološke rječnike i zajednički pravopis«.
Na temelju tih zaključaka izrađen je zajednički pravopis koji je 1960. Matica hrvatska izdala ijekavski i latinicom pod naslovom Pravopis hrvatskosrpskog književnog jezika s pravopisnim rječnikom, a Matica srpska ekavski i ćirilicom pod naslovom Pravopis srpskohrvatskog književnog jezika sa pravopisnim rečnikom.

#### Deklaracija o hrvatskom jeziku
Dok je zajednički pravopis primljen više-manje prešutno, premda se u nekim svojim dijelovima znatno razlikovao od dotadašnjeg Broz-Boranićeva Pravopisa, izlazak Rječnika Matice hrvatske – Matice srpske (prozvanoga »Adok«) izazvao je na hrvatskoj strani buru nezadovoljstva.
Uočavaju se i u kritici ističu nedostatci Rječnika, od kojih je najbitnije neisticanje posebnosti hrvatskoga i srpskoga leksika.
Posljedica tog nezadovoljstva jest Deklaracija o nazivu i položaju hrvatskog književnog jezika iz 1967. godine, koju je potpisala većina hrvatskih kulturnih i znanstvenih ustanova i koja je naišla na snažnu političku osudu.
Matica hrvatska odriče se Novosadskoga dogovora i zajedničkoga pravopisa, prekida rad na zajedničkom rječniku (koji dovršava samo srpska strana), te organizira izradbu novoga pravopisa.
Godine 1971. izlazi Hrvatski pravopis Stjepana Babića, Božidara Finke i Milana Moguša, koji je politički zabranjen, ali u fototipskom izdanju pojavljuje se u Londonu, te se otada popularno naziva Londonac.
Nastavlja se izdavanje školskih jezičnih udžbenika i priručnika, medu njima i pet izdanja Težak-Babićeva Pregleda gramatike hrvatskosrpskog jezika, dok je šesto izdanje pod izmijenjenim naslovom Pregled gramatike hrvatskoga književnog jezika 1973. povučeno iz uporabe.

### Zadnja desetljeća Jugoslavije
Godine 1974. objavljen je novi Ustav Socijalističke Republike Hrvatske, po kojemu je u Hrvatskoj u službenoj uporabi „hrvatski književni jezik, standardni oblik narodnoga jezika koji se naziva hrvatski ili srpski”. Iste godine izlazi Silić-Rosandićev udžbenik i priručnik za nastavnike pod naslovom Fonetika i fonologija hrvatskoga književnog jezika, koji modernim znanstvenim pristupom označava prekretnicu u nastavi materinskoga jezika i – uz brojne službene i političke otpore – afirmaciju naziva »hrvatski književni jezik«. U tadašnjem Institutu za jezik izraduje se Priručna gramatika hrvatskoga književnog jezika, ali nailazi na političku osudu, ne odobrava se kao školski udžbenik (Republički sekretar za prosvjetu, kulturu i fizičku kulturu Stipe Šuvar joj je uskratio odobrenje), te izlazi sa zakašnjenjem 1979. godine. Konačnu kodifikaciju hrvatskoga jezičnog standarda, koja je uključila hrvatsku književnu i jezičnu baštinu koju je dogmatska Maretićeva škola zanemarivala, označila je velika znanstvena gramatika hrvatskoga književnog jezika.
Godine 1986. u izdanju JAZU i Globusa izlaze prva dva njezina dijela: „Tvorba riječi u hrvatskom književnom jeziku. Nacrt za gramatiku” Stjepana Babića i „Sintaksa hrvatskoga književnog jezika. Nacrt za gramatiku” Radoslava Katičića.
Dana 7. prosinca 1988. godine Ustavni sud Jugoslavije proglasio je ustavni amandman o jeziku iz 1972. odnosno ustavnu odredbu iz 1974. protivnima Ustavu SFRJ jer se, po njegovu mišljenju, postojećom formulacijom isključuje iz javne porabe jezik Srba u Hrvatskoj. Početkom 1989. Sabor SRH pokreće postupak za promjenu "spornoga" ustavnog članka o jeziku. Tomu se prvi javno usprotivio Zavod za jezik Instituta za filologiju i folkloristiku u Zagrebu, a njegov su primjer slijedile brojne hrvatske kulturne i javne institucije. Predloženu promjenu ustavnog amandmana o jeziku Sabor nije prihvatio.
U novim političkim okolnostima, koje su nastupile 1990. godine, kada je Republika Hrvatska krenula samostalnim i neovisnim putem, te postala samostalna, suverena i međunarodno priznata država, pojačana je i jezikoslovna djelatnost. Godine 1990. izlazi drugo izdanje Priručne gramatike pod izmijenjenim naslovom “Gramatika hrvatskoga književnog jezika”, te treća knjiga velike znanstvene gramatike, “Povijesni pregled, glasovi i oblici hrvatskoga jezika”, djelo više autora.
Na razini korištenja jezika u društvenom i kulturnom životu, ustalilo se zadnjih desetljeća korištenje hrvatskog jezika, bez daljnjih tendencija za ujednačavanje sa srpskim jezikom. U Hrvatskoj su i Hrvati i Srbi koristili takav zajednički standard, uz određene mjesne specifičnosti koje i danas karakteriziraju govornike iz pojedinog kraja Hrvatske. U Memorandumu Srpske akademije nauka i umetnosti iz 1986. godine izraženo je negodujuće mišljenje da je došlo do „nametanja službenog jezika koji nosi ime drugog naroda (hrvatskog) oličavajući time nacionalnu neravnopravnost. Taj je jezik ustavnom odredbom učinjen obaveznim i za Srbe u Hrvatskoj, a nacionalistički nastrojeni hrvatski jezikoslovci sistematskom i odlično organizovanom akcijom sve ga više udaljavaju od jezika u ostalim republikama srpskohrvatskog jezičkog područja, što doprinosi slabljenju veza Srba u Hrvatskoj sa ostalim Srbima”.

### Suvremeni jezični standard
Još su se u prvoj međunarodnoj normi za oznake jezika, donesenoj 1988. (ISO 639), hrvatski (hr), srpski (sr) i „srpsko-hrvatski” (sh) navode kao zasebni jezici.
Stvaranjem slobodne Hrvatske, hrvatski se književni jezik okreće purizmu. U jednome smislu[kojem?] vraća se na 1918. da se nastavi tamo gdje je zbog djelovanja srpske prevlasti u prvoj Jugoslaviji hrvatska jezična tradicija bila prekinuta, a u drugome na 1945. da se vrate one jezične osobine koje su izišle ili uklonjene iz uporabe. To se očituje u svim područjima, osobito u znanosti, upravi, zakonodavstvu i vojsci.
Iako se Hrvatska osamostalila 1991., međunarodno je i dalje značajnu ulogu imao srpskohrvatski jezik, kojemu su u međunarodnoj standardizaciji dodijeljeni kôdovi scr za latinicu (engl. Serbo-Croatian-Roman) i scc za ćirilicu (Serbo-Croatian-Cyrillic) neovisno o tome radi li se o srpskome ili hrvatskome jeziku. Prema mišljenju književnika i ravnatelja NSK Tihomila Maštrovića, priznanju hrvatskoga jezika odnosno njegovu samostalnom uključivanju u međunarodnu zajednicu suverenih naroda odupirale su se »neke strane političke snage« koje su sve do bliske prošlosti snažno politički »podupirale koncepciju dosadašnjih Jugoslavijâ, u kojima je osporavano temeljno pravo na samostalan jezik i na hrvatsku pisanu baštinu«. Maštrović tvrdi da je takav politički stav 17 godina ometao uvođenje zasebnoga hrvatskog standardnog kôda.
Konačni korak u priznanju odvojenog hrvatskog i srpskog jezika načinjen je zalaganjem Nacionalne i sveučilišne knjižnice u Zagrebu, kojoj su se pridružili Hrvatski zavod za norme, Narodna biblioteka Srbije i srbijanski Institut za normizaciju. Zahtjev za izmjenu kôda načinila je NSK, a ostale su tri to prihvatile. Dopisom su se obratile američkoj Kongresnoj knjižnici, kao međunarodnomu tijelu za normizaciju (ISO 639-2/RA). Ista ustanova je potvrdila prihvaćanje i hrvatskoga i srpskoga zahtjeva te je odredila nove oznake hrv za hrvatski i srp za srpski kao jedine vrijedeće oznake (umjesto dotadašnjih scr i scc) i za knjižničnu obradbu i za nazivoslovnu primjenu. Vijest o tome stigla je na 17. lipnja 2008., a odluka je od 1. rujna 2008. postala obveznom.
Razvitak suvremenoga hrvatskog jezika u samostalnoj Hrvatskoj dao je slobodu inicijativama koje su postojale još za vrijeme dok je Hrvatska bila dijelom Jugoslavije, a po kojima bi se u jezične tokove hrvatskog jezika u Hrvatskoj trebalo uključiti i usvajati rješenja Hrvata iz Gradišća koji su očuvali u živoj uporabi mnoge hrvatske riječi i izraze koji su u Hrvatskoj istisnute iz uporabe, kao i rješenja za suvremene jezične situacije. Znanstveni institut gradišćanskih Hrvata tako na sjednicama Jezične komisije „svaki misec normira gradišćanskohrvatske izraze i fraze za različna područja svakidanjega upotribljavanja ali i stručne izraze iz različnih područjev znanja.”

## Odrednice standarda
Hrvatski jezik kao sustav bitno je određen svojom narječnom osnovicom (štokavskim narječjem), a hrvatskomu je jeziku kao standardu narječna osnovica samo jezgra koja za nj nije uvijek u svemu mjerodavna.
Zbog najšire zastupljenosti među Hrvatima od 57 %, kao i zbog najmanjeg utjecaja stranih riječi (u kajkavskom ima mnogo germanizama i mađarizama, a u čakavskom talijanizama zbog povijesnih okolnosti) štokavsko narječje izabrano je za osnovu modernoga hrvatskoga standardnog jezika koji je nadopunjen neznatnim fondom kajkavskih i čakavskih riječi uglavnom kao stilski obilježene riječi.
Hrvatski jezik kao sustav određen je lingvistički, njime upravljaju jezične zakonitosti, a hrvatski jezik kao standard određen je sociolingvistički. Narav je jezika kao sustava savjetodavna, a jezika kao standarda zakonodavna.
Iz istih razloga iz kojih se razlikuje hrvatski jezik kao sustav i hrvatski jezik kao standard razlikuje se hrvatski standardni jezik od hrvatskoga književnoga jezika.
Naziv hrvatski standardni jezik već je tridesetak godina u neprekidnoj uporabi u hrvatskome jezikoslovlju.
Hrvatski književni jezik i hrvatski standardni jezik nisu sinonimi jer je naziv hrvatski književni jezik istodobno i preširok i preuzak u odnosu na naziv hrvatski standardni jezik. Bitna obilježja standardnog jezika, obilježja bez kojih nema standardnog jezika i istodobno razlikovna u odnosu prema književnomu jeziku, jesu višefunkcionalnost i normativnost. Književni jezik ima neobvezatan odnos prema normama standardnog jezika: on norme standardnog jezika poštuje na svoj način.

### Zlatna formula hrvatskoga jezika ča – kaj – što
Povjerenstvo za nematerijalnu baštinu Ministarstva kulture Republike Hrvatske 29. studenoga 2019. donijelo je Rješenje kojim se „Zlatna formula hrvatskoga jezika ča – kaj – što” proglašava kulturnim dobrom, te stavlja na štićenu Nacionalnu listu nematerijalne baštine. Formulu je skovao i već godinama promiče hrvatski pjesnik i kulturni djelatnik, medicinar i diplomat Drago Štambuk.
Makar je standardni hrvatski jezik najbliži štokavskom narječju, preostala dva narječja također su uvelike doprinijela njegovu formiranju. Jezikoslovac Radoslav Katičić i književnik Drago Štambuk promoviraju gledište da se hrvatski jezik uopće ne može sagledati izvan tog suodnosa njegovih triju narječja i „zlatne formule”. Drago Štambuk se, konstatirajući da je hrvatski standard nastao uz jak doprinos sva tri hrvatska narječja, zalaže za (ponovno, i jače) „otvaranje prozorčića” na suvremenom književnom standardu, kako bi se omogućilo da ga dodatno „bogati i oplemenjuje leksik iz čakavice, kajkavice i dijalektalnih varijanti štokavice. Enormna je leksička pričuva hrvatskoga jezika, tolika da je hrvatski jezik kroz nju jedan od najbogatijih slavenskih jezika”, prema Štambukovu mišljenju.

### Službeni jezik Europske unije
Pristupanjem Hrvatske Europskoj Uniji 1. srpnja 2013. hrvatski je jezik postao i jedan od službenih jezika Europske unije. Jednako tako, postao je i jedan od jezika prava EU-a, koji svojim dosegom nazivlja nadilazi jezik hrvatskoga prava, ali i hrvatski jezik kao službeni jezik Republike Hrvatske i jedan od službenih jezika BiH. U toj europsko-pravnoj ulozi hrvatski je jezik dužan primjenjivati standard i norme usvojene u pravnoj uporabi svih država članica EU-a. To je zato što je svaki pojedini od službenih jezika EU-a podjednako izvoran i primjenjiv na cijelomu području Unije.

### Srbijanska osporavanja postojanja hrvatskog jezika
Godine 2021. nastala je afera povodom sadržaja udžbenika srpskog jezika za 8. razred osnovne škole u Republici Srbiji, u kojemu se navodi da Hrvati, Bošnjaci i Crnogorci govore srpskim jezikom, koji samo nazivaju drugim imenima, a Matica srpska je objavila djela velikana hrvatske književnosti Marina Držića – uz objašnjenje da će i dalje objavljivati djela napisana na srpskom »bez obzira na kojem su narječju napisana«. Hrvatski ministar vanjskih poslova Gordan Grlić Radman je osporavanje postojanja hrvatskog jezika u udžbeniku nazvao »sramotnim«, te izvijestio da je Republike Hrvatska tim povodom uputila Republici Srbiji protestnu notu.

### Zakon o hrvatskom jeziku
Godine 2024. Hrvatski sabor izglasao je Zakon o hrvatskom jeziku koji propisuje službenu uporabu hrvatskoga jezika.

## Fonologija
Fonologija hrvatskoga jezika odnosi se na sustav glasova i njihovih međusobnih odnosa koji postoji u hrvatskome jeziku. Ovdje će specifično biti riječi o hrvatskome standardnom jeziku.
Tradicionalno se drži da hrvatski ima 30 fonema, to jest glasova koje govornici razlikuju. Broj se može popeti i do 32 zbog upitnih statusa slogotvornoga /r/ i refleksa jata. Hrvatski jezik po slobodi prolaska zračne struje kroz govorne organe razlikuje otvornike (vokale) i zatvornike (konsonante).
Otvornici u hrvatskome po visini mogu biti visoki (zatvoreni), srednji ili niski (otvoreni). Mogu biti prednji, središnji ili stražnji po položaju jezika te dugi i kratki po trajanju.
Zatvornici se dalje s obzirom na protok zračne struje dijele na šumnike (prave konsonante, opstruente) i zvonačnike (sonante). Šumnici u hrvatskome mogu biti zapornici (okluzivi), tjesnačnici (frikativi), slivenici (afrikate), a zvonačnici nosnici (nazali) i približnici (aproksimanti) koji su opet kliznici (poluvokali) ili protočnici (likvide) koji mogu biti bočnici (laterali) ili treptajnici (vibranti). Po mjestu tvorbe mogu biti dvousneni (bilabijalni), zubnousnenici (labiodentali), zubnici (dentali), desnici (alveolari), prednepčanici (postalveolari), nepčanici (palatali), jedrenici (velari), ždrjelnici (faringali) i grkljanici (laringali).
Valja razlikovati samoglasnike i suglasnike od otvornika i zatvornika (vokala i konsonanata): samoglasnik je bilo koji glas koji može činiti jezgru sloga, a otvornik (vokal) onaj glas u kojem je otvoren prolaz zračnoj struji.

### Samoglasnici
Hrvatski ima jednostavan sustav vokala prikazan tablično IPA-om i hrvatskom grafijom:
| Vokali hrvatskoga jezika | Prednji | Središnji | Stražnji |
| ------------------------ | ------- | --------- | -------- |
| Visoki                   | i 〈i〉 |           | u〈u〉   |
| Srednji                  | e 〈e〉 |           | o〈o〉   |
| Niski                    |         | a 〈a〉   |          |

Svi vokali mogu biti dugi i kratki. Oni su ujedno i samoglasnici (mogu činiti jezgru sloga), a hrvatski poznaje i slogotvorno /r/, koje se također ponaša kao samoglasnik, i dvoglas refleksa jata /ie/, koji je također vokal; njihovi su statusi fonema upitni.

### Suglasnici
Hrvatski jezik razlikuje sljedeće suglasnike prikazane IPA-om i hrvatskom grafijom (u zagradama):
| Konsonanti hrvatskoga jezika | Konsonanti hrvatskoga jezika | Konsonanti hrvatskoga jezika | Konsonanti hrvatskoga jezika | Usnenici    | Usnenici      | Zubnici | Desnici | Nepčanici     | Nepčanici | Jedrenici |
| Konsonanti hrvatskoga jezika | Konsonanti hrvatskoga jezika | Konsonanti hrvatskoga jezika | Konsonanti hrvatskoga jezika | Dvousnenici | Zubnousnenici | Zubnici | Desnici | Prednepčanici | Nepčanici | Jedrenici |
| ---------------------------- | ---------------------------- | ---------------------------- | ---------------------------- | ----------- | ------------- | ------- | ------- | ------------- | --------- | --------- |
| Šumnici                      | Zapornici                    | Zapornici                    | zvučni                       | b〈b〉      |               | d〈d〉  | d〈d〉  |               |           | g〈g〉    |
| Šumnici                      | Zapornici                    | Zapornici                    | bezvučni                     | p〈p〉      |               | t〈t〉  | t〈t〉  |               |           | k〈k〉    |
| Šumnici                      | Slivenici                    | Slivenici                    | zvučni                       |             |               | t͡s〈c〉 |         | t͡ʃ〈č〉       | t͡ɕ〈ć〉   |           |
| Šumnici                      | Slivenici                    | Slivenici                    | bezvučni                     |             |               |         |         | d͡ʒ〈dž〉      | d͡ʑ〈đ〉   |           |
| Šumnici                      | Tjesnačnici                  | Tjesnačnici                  | zvučni                       |             |               | z〈z〉  |         | ʒ〈ž〉        |           |           |
| Šumnici                      | Tjesnačnici                  | Tjesnačnici                  | bezvučni                     |             | f〈f〉        | s〈s〉  |         | ʃ〈š〉        |           | x〈h〉    |
| Zvonačnici                   | Približnici                  | Približenici                 | Približenici                 |             | ʋ〈v〉        |         |         |               |           |           |
| Zvonačnici                   | Približnici                  | Kliznici                     | Kliznici                     |             |               |         |         |               | j〈j〉    |           |
| Zvonačnici                   | Približnici                  | Bočnici                      | Bočnici                      |             |               |         | l〈l〉  |               | ʎ〈lj〉   |           |
| Zvonačnici                   | Približnici                  | Treptajnici                  | Treptajnici                  |             |               |         | r〈r〉  |               |           |           |
| Zvonačnici                   | Nosnici                      | Nosnici                      | Nosnici                      |             |               | n〈n〉  | n〈n〉  |               | ɲ〈nj〉   |           |

### Naglasni sustav
U hrvatskome standardnom jeziku naglašen je onaj slog koji se među drugima ističe tonom (kretanjem melodije), silinom (snaga zračne struje, utrošak veće količine zraka iz pluća i jači potisak zraka kroz govorne organe) i trajanjem. Dužina može biti prisutna i na zanaglasnim slogovima (zanaglasna dužina).
Posebno je važna razlika u tonovima (silaznom i uzlaznom) koji se pojavljuju na naglašenom slogu. Po ovoj opreci hrvatski standardni govor ima melodijski naglasak (upotrebljava tonove), a neki govori imaju udarni naglasak (bez razlike u tonu).
Riječi se dijele na naglasnice (koje imaju naglasak) i na nenaglasnice (koje nemaju naglasak, znane i kao klitike), a one se dijele na prednaglasnice i zanaglasnice.

## Gramatika
U hrvatskom jeziku postoje sljedeće vrste riječi: imenice, glagoli, zamjenice, pridjevi, prijedlozi, prilozi, veznici, brojevi, usklici i riječi koje svrstavamo kao čestice. 
Promjenljive vrste riječi jesu imenice, glagoli, pridjevi, zamjenice i brojevi. One se mogu mijenjati po određenim kategorijama unutar određenih paradigmi (deklinacija i konjugacija).

### Imenice
Hrvatske imenice dijele se u tri kategorije s obzirom na sročnost s pridjevima, brojevima i zamjenicama: muški, ženski i srednji rod.
Nadalje, hrvatske imenice označuju brojnost pojma upotrebom dvaju brojeva: jednina i množina. Postoji i malina koja se pojavljuje uz brojeve dva, tri i četiri (jedan stup, dva stupa, pet stupova).
Postoji i oblik zbirne množine (stručni je naziv zbirna imenica) koji označava 'veću gomilu, veću količinu' nečega.
U hrvatskom jeziku postoji sedam padeža:
- nominativ (padež subjekta)
- akuzativ (padež izravnog objekta)
- genitiv (padež posvojnosti)
- dativ (padež neizravnoga objekta)
- lokativ (padež položaja)
- instrumental (padež sredstva i društva)
- vokativ (padež dozivanja).

Svojstvuje ih promjena nastavka u riječi uz izuzetak lokativa koji je istovjetan dativu (osim kod nekih zamjeničnih i pridjevskih oblika), ali zahtijeva prijedlog uza se (iako je nekada mogao stajati samostalno).
Postoje tri osnovne deklinacije imenica: a-deklinacija (obično imenice muškog i srednjeg roda), e-deklinacija (obično ženskoga roda sa završnim -a u nominativu jednine) i i-deklinacija (obično ženski rod).
|              | A-deklinacija | A-deklinacija | A-deklinacija | A-deklinacija | E-deklinacija | E-deklinacija | I-deklinacija | I-deklinacija   |
| muški rod    | muški rod     | srednji rod   | srednji rod   | ženski rod    | ženski rod    | ženski rod    | ženski rod    |                 |
| jednina      | množina       | jednina       | množina       | jednina       | množina       | jednina       | množina       |                 |
| ------------ | ------------- | ------------- | ------------- | ------------- | ------------- | ------------- | ------------- | --------------- |
| Nominativ    | prozor-∅      | prozor-i      | mjest-o       | mjest-a       | kuć-a         | kuć-e         | kost-∅        | kost-i          |
| Akuzativ     | prozor-∅      | prozor-e      | mjest-o       | mjest-a       | kuć-u         | kuć-e         | kost-∅        | kost-i          |
| Genitiv      | prozor-a      | prozor-ā      | mjest-a       | mjest-ā       | kuć-ē         | kuć-ā         | kost-i        | kost-ī/kost-iju |
| Dativ        | prozor-u      | prozor-ima    | mjest-u       | mjest-ima     | kuć-i         | kuć-ama       | kost-i        | kost-ima        |
| Lokativ      | prozor-u      | prozor-ima    | mjest-u       | mjest-ima     | kuć-i         | kuć-ama       | kost-i        | kost-ima        |
| Vokativ      | prozor-e      | prozor-i      | mjest-o       | mjest-a       | kuć-o         | kuć-e         | kost-i        | kost-i          |
| Instrumental | prozor-om     | prozor-ima    | mjest-om      | mjest-ima     | kuć-om        | kuć-ama       | kost-i/košć-u | kost-ima        |

### Pridjevi
Hrvatski pridjevi slažu se s imenicom u rodu, broju i padežu. Osim toga, razlikuju tri stupnja komparacije: pozitiv, komparativ i superlativ.
Pridjevi mogu biti određeni i neodređeni. Određeni oblik samo je u atributnoj uporabi, najčešće uz imenice. Kao predikatno ime (umjesto glagola) nije ovjeren u hrvatskom jeziku, što je jedno od bitnih sintaktičkih razlikovnica između hrvatskoga i srpskoga jezika.
Neodređeni pridjevski oblik ima više različitih upotreba. Može:
- biti atributom
- izricati neodređenost imenice
- biti predikatnim proširkom kojemu je mjesto otvorio leksički punoznačan glagol kao predikat pa sročnošću vezati imenicu u subjektu i izricati neodređenost te imenice dok se odvija predikatna radnja
- biti predikatnim imenom.[63]

| Pozitiv      | Neodređeni oblici   | Neodređeni oblici | Neodređeni oblici | Neodređeni oblici | Neodređeni oblici | Neodređeni oblici | Određeni oblici        | Određeni oblici | Određeni oblici | Određeni oblici | Određeni oblici | Određeni oblici |
| Pozitiv      | muški rod           | muški rod         | srednji rod       | srednji rod       | ženski rod        | ženski rod        | muški rod              | muški rod       | srednji rod     | srednji rod     | ženski rod      | ženski rod      |
| Pozitiv      | jednina             | množina           | jednina           | množina           | jednina           | množina           | jednina                | množina         | jednina         | množina         | jednina         | množina         |
| ------------ | ------------------- | ----------------- | ----------------- | ----------------- | ----------------- | ----------------- | ---------------------- | --------------- | --------------- | --------------- | --------------- | --------------- |
| Nominativ    | spretan-∅           | spretn-i          | spretn-o          | spretn-a          | spretn-a          | spretn-e          | spretn-i               | spretn-i        | spretn-o        | spretn-a        | spretn-a        | spretn-e        |
| Akuzativ     | spretan-∅/ spretn-a | spretn-e          | spretn-o          | spretn-a          | spretn-u          | spretn-e          | spretn-i/ spretn-og(a) | spretn-e        | spretn-o        | spretn-a        | spretn-u        | spretn-e        |
| Genitiv      | spretn-a            | spretn-ih         | spretn-a          | spretn-ih         | spretn-e          | spretn-ih         | spretn-og(a)           | spretn-ih       | spretn-og(a)    | spretn-ih       | spretn-e        | spretn-ih       |
| Dativ        | spretn-u            | spretn-im(a)      | spretn-u          | spretn-im(a)      | spretn-oj         | spretn-im(a)      | spretn-om(u/e)         | spretn-im(a)    | spretn-om(u/e)  | spretn-im(a)    | spretn-oj       | spretn-im(a)    |
| Lokativ      | spretn-u            | spretn-im(a)      | spretn-u          | spretn-im(a)      | spretn-oj         | spretn-im(a)      | spretn-om(u/e)         | spretn-im(a)    | spretn-om(u/e)  | spretn-im(a)    | spretn-oj       | spretn-im(a)    |
| Vokativ      | ∅                   | ∅                 | ∅                 | ∅                 | ∅                 | ∅                 | spretn-i               | spretn-i        | spretn-o        | spretn-a        | spretn-a        | spretn-e        |
| Instrumental | spretn-im           | spretn-im(a)      | spretn-im         | spretn-im(a)      | spretn-om         | spretn-im(a)      | spretn-im              | spretn-im(a)    | spretn-im       | spretn-im(a)    | spretn-om       | spretn-im(a)    |

| Komparativ   | muški rod                          | muški rod          | srednji rod          | srednji rod        | ženski rod      | ženski rod         |
| Komparativ   | jednina                            | množina            | jednina              | množina            | jednina         | množina            |
| ------------ | ---------------------------------- | ------------------ | -------------------- | ------------------ | --------------- | ------------------ |
| Nominativ    | spretn-iji                         | spretn-iji         | spretn-ije           | spretn-ija         | spretn-ija      | spretn-ije         |
| Akuzativ     | spretn-iji/ spretn-ijeg(a)         | spretn-ije         | spretn-ije           | spretn-ija         | spretn-iju      | spretn-ije         |
| Genitiv      | spretn-ijeg(a)                     | spretn-ijih        | spretn-ijeg(a)       | spretn-ijih        | spretn-ije      | spretn-ijih        |
| Dativ        | spretn-ijem(u/e)                   | spretn-ijim(a)     | spretn-ijem(u/e)     | spretn-ijim(a)     | spretn-ijoj     | spretn-ijim(a)     |
| Lokativ      | spretn-ijem(u/e)                   | spretn-ijim(a)     | spretn-ijem(u/e)     | spretn-ijim(a)     | spretn-ijoj     | spretn-ijim(a)     |
| Vokativ      | spretn-iji                         | spretn-iji         | spretn-ije           | spretn-ija         | spretn-ija      | spretn-ije         |
| Instrumental | spretn-ijim                        | spretn-ijim(a)     | spretn-ijim          | spretn-ijim(a)     | spretn-ijom     | spretn-ijim(a)     |
| Superlativ   | muški rod                          | muški rod          | srednji rod          | srednji rod        | ženski rod      | ženski rod         |
| Superlativ   | jednina                            | množina            | jednina              | množina            | jednina         | množina            |
| Nominativ    | naj-spretn-iji                     | naj-spretn-iji     | naj-spretn-ije       | naj-spretn-ija     | naj-spretn-ija  | naj-spretn-ije     |
| Akuzativ     | naj-spretn-iji/ naj-spretn-ijeg(a) | naj-spretn-ije     | naj-spretn-ije       | naj-spretn-ija     | naj-spretn-iju  | naj-spretn-ije     |
| Genitiv      | naj-spretn-ijeg(a)                 | naj-spretn-ijih    | naj-spretn-ijeg(a)   | naj-spretn-ijih    | naj-spretn-ije  | naj-spretn-ijih    |
| Dativ        | naj-spretn-ijem(u/e)               | naj-spretn-ijim(a) | naj-spretn-ijem(u/e) | naj-spretn-ijim(a) | naj-spretn-ijoj | naj-spretn-ijim(a) |
| Lokativ      | naj-spretn-ijem(u/e)               | naj-spretn-ijim(a) | naj-spretn-ijem(u/e) | naj-spretn-ijim(a) | naj-spretn-ijoj | naj-spretn-ijim(a) |
| Vokativ      | naj-spretn-iji                     | naj-spretn-iji     | naj-spretn-ije       | naj-spretn-ija     | naj-spretn-ija  | naj-spretn-ije     |
| Instrumental | naj-spretn-ijim                    | naj-spretn-ijim(a) | naj-spretn-ijim      | naj-spretn-ijim(a) | naj-spretn-ijom | naj-spretn-ijim(a) |

### Glagoli
Glagoli u hrvatskome razlikuju vidove, vremena, načine i stanja.
Glagoli po vidu mogu biti svršeni i nesvršeni, koji se dijele u učestale i trajne. Svaki glagol ima vid koji može mijenjati derivacijom (tvorbom riječi), a ne konjugacijom.
Vremena u hrvatskom jeziku su: 
- Prošla: perfekt, aorist, imperfekt, pluskvamperfekt
- Sadašnje: prezent
- Buduća: futur (futur I.) , futur egzaktni (futur II.), a u gramatikama prije Maretićeve bio je zabilježen i klasificiran i 3. oblik futura (primjerice u Šime Starčevića).

Glagoli razlikuju četiri stanja: indikativ, kondicional, imperativ i optativ.
Glagolska stanja u hrvatskom su radno i trpno (aktiv i pasiv).
Participa u hrvatskom jeziku ima pet: nazivaju se glagolskim prilozima i pridjevima. 
Glagolski prilozi su sadašnji i prošli (particip prezenta i preterita aktiva I.).
Glagolski pridjevi su radni i trpni (particip preterita aktiva II. i particip preterita pasiva). Particip prezenta aktiva se u književnom jeziku sačuvao u nekoliko riječi.
Pomoćni glagoli rabe se u tvorbi nekih oblika, a u hrvatskome su jeziku biti i htjeti.
Glagoli imaju dvije osnove: infinitivnu i prezentsku. Primjerice, glagol brati, berem: infinitivna je osnova bra-, a prezentska ber-. Po tvorbi ovih oblika glagoli se dijele u šest vrsta koje pak imaju dodatne razrede.
Ovdje je konjugacija glagola praviti koji je nesvršen, oblici koji postoje samo u svršenih tvoreni su od vidskoga parnjaka napraviti koji je podcrtan. Oblici koji razlikuju lica, ali mijenjaju se i po rodu navedeni su u svim oblicima.
| Način      | Indikativ | Indikativ   | Indikativ  | Indikativ  | Indikativ   | Indikativ   | Indikativ   | Indikativ        | Indikativ        | Indikativ        | Kondicional   | Kondicional   | Kondicional   | Kondicional        | Kondicional        | Kondicional        | Imperativ  |
| Vrijeme    | Prezent   | Futur       | Imperfekt  | Aorist     | Perfekt     | Perfekt     | Perfekt     | Pluskvamperfekt  | Pluskvamperfekt  | Pluskvamperfekt  | Sadašnji      | Sadašnji      | Sadašnji      | Prošli             | Prošli             | Prošli             | Imperativ  |
| Vrijeme    | Prezent   | Futur       | Imperfekt  | Aorist     | muški rod   | ženski rod  | srednji rod | muški rod        | ženski rod       | srednji rod      | muški rod     | ženski rod    | srednji rod   | muški rod          | ženski rod         | srednji rod        | Imperativ  |
| Jednina    | Jednina   | Jednina     | Jednina    | Jednina    | Jednina     | Jednina     | Jednina     | Jednina          | Jednina          | Jednina          | Jednina       | Jednina       | Jednina       | Jednina            | Jednina            | Jednina            | Jednina    |
| ---------- | --------- | ----------- | ---------- | ---------- | ----------- | ----------- | ----------- | ---------------- | ---------------- | ---------------- | ------------- | ------------- | ------------- | ------------------ | ------------------ | ------------------ | ---------- |
| Prvo lice  | pravim    | pravit ću   | pravljah   | napravih   | pravio sam  | pravila sam | pravilo sam | bio sam pravio   | bila sam pravila | bilo sam pravilo | bih pravio    | bih pravila   | bih pravilo   | bio bih pravio     | bila bih pravila   | bilo bih pravilo   |            |
| Drugo lice | praviš    | pravit ćeš  | pravljaše  | napravi    | pravio si   | pravila si  | pravilo si  | bio si pravio    | bila si pravila  | bilo si pravilo  | bi pravio     | bi pravila    | bi pravilo    | bio bi pravio      | bila bi pravila    | bilo bi pravilo    | pravi      |
| Treće lice | pravi     | pravit će   | pravljaše  | napravi    | pravio je   | pravila je  | pravilo je  | bio je pravio    | bila je pravila  | bilo je pravilo  | bi pravio     | bi pravila    | bi pravilo    | bio bi pravio      | bila bi pravila    | bilo bi pravilo    | neka pravi |
| Množina    |           |             |            |            |             |             |             |                  |                  |                  |               |               |               |                    |                    |                    |            |
| Prvo lice  | pravimo   | pravit ćemo | pravljasmo | napravismo | pravili smo | pravile smo | pravila smo | bili smo pravili | bile smo pravile | bila smo pravila | bismo pravili | bismo pravile | bismo pravila | bili bismo pravili | bile bismo pravile | bila bismo pravila | pravimo    |
| Drugo lice | pravite   | pravit ćete | pravljaste | napraviste | pravili ste | pravile ste | pravila ste | bili ste pravili | bile ste pravile | bila ste pravila | biste pravili | biste pravile | biste pravila | bili biste pravili | bile biste pravile | bila biste pravila | pravite    |
| Treće lice | prave     | pravit će   | pravljahu  | napraviše  | pravili su  | pravile su  | pravila su  | bili su pravili  | bile su pravile  | bila su pravila  | bi pravili    | bi pravile    | bi pravila    | bili bi pravili    | bile bi pravile    | bila bi pravila    | neka prave |

| praveći | napravivši | muški rod   | pravio  | pravio  | pravljen  | pravljen  | pravljenje | muški rod   | pravio  | pravio  | pravio  | pravio  |
| praveći | napravivši | ženski rod  | pravila | pravila | pravljena | pravljena | pravljenje | ženski rod  | pravila | pravila | pravila | pravila |
| praveći | napravivši | srednji rod | pravilo | pravilo | pravljeno | pravljeno | pravljenje | srednji rod | pravilo | pravilo | pravilo | pravilo |

## Leksik
Hrvatski je jezik s purističkom tradicijom, odnosno jezik u kojem se nastoji naći prijevod tuđicama, tako da i sam korijen prevedenice bude hrvatski. Od tuđica koje postoje u hrvatskom jeziku značajne su riječi iz latinskog, njemačkog, talijanskog, ruskog, mađarskog, turskog (perzijskog i arapskog preko njega), češkog, francuskog, a u novije vrijeme hrvatski posuđuje iz engleskoga.

## Zanimljivosti
- najkraće hrvatske riječi jesu: a, u, i, o, k, s
- najduža riječ hrvatskoga književnog jezika (ako se zanemare dugački brojevi koji se mogu pisati kao jedna riječ) jest:
  - prijestolonasljednikovica
    - od nje se može tvoriti umanjenica:

  - prijestolonasljednikovičica
    - potom posvojni pridjevski oblik za ženski rod:

  - prijestolonasljednikovičičina
    - i za kraj se može staviti u dativ/lokativ/instrumental množine:

  - prijestolonasljednikovičičinima – 31 znak.

- riječ paprika iz hrvatskog je jezika prešla u mnoge druge europske jezike kao posuđenica.[nedostaje izvor] Tako riječ paprika postoji u njemačkom jeziku, francuskom, talijanskom, španjolskom, ruskom, portugalskom, grčkom, bjeloruskom, mađarskom, ukrajinskom, češkom, slovačkom, srpskom, danskom, finskom, norveškom, švedskom, litvanskom, poljskom, nizozemskom, gruzijskom, irskom, velškom, islandskom, estonskom jeziku i drugima; u njemački jezik došla je preko mađarskog u 19. stoljeću, a u mađarski iz hrvatskog jezika[nedostaje izvor]
- jedna je od riječi koja ima najviše sinonima u hrvatskom jeziku oklasak (klip kukuruza), neki su nazivi: ajdamak, bat, batakljuša, bataljika, batučak, batuček, batuk, baturak, baturice, čepina, čokotinja, ćuka, kic, klas, klasina, klasinec, klasovina, klasovinje, kočanj, kocen, komaljika, komušina, kukuruzina, kumina, kureljica, kuruška, oklipak, okoma, okomak, okomina, okrunica, orušek, otučak, paćika, patura, paturica, rucelj, rucl, rulina, šapurika, ščavina, šepurina, štruk, tekun, tulina, tulinek i drugi
- u spomen na 23. listopada 1847. godine, kada je na inicijativu Ivana Kukuljevića Sakcinskoga Hrvatski sabor umjesto latinskoga proglasio službenim hrvatski jezik, Družba Braća hrvatskoga zmaja podignula je u Varaždinskim Toplicama 18. studenoga 1997. godine spomenik hrvatskomu jeziku.[66][67]

## Daljnje čitanje
- Matica hrvatska, Promemorija o hrvatskom jeziku, Zagreb, 1995.
- Mijo Lončarić (ur.). 1998. Hrvatski jezik. Najnowsze dzieje jezykow slowianskich, Opole.
- Miro Kačić. 2001. „Hrvatski jezik: prošlost, sadašnjost, budućnost”. Jezikoslovna promišljanja, Zagreb.

- Stjepan Babić. 1995. Hrvatski jučer i danas, Zagreb.
- Dalibor Brozović. 1978. „Hrvatski jezik, njegovo mjesto unutar južnoslavenskih i drugih slavenskih jezika, njegove povijesne mijene kao jezika hrvatske književnosti”. Hrvatska književnost u evropskom kontekstu, Liber, Zagreb.

## Vanjske poveznice
- Hrvatski jezik  Arhivirana inačica izvorne stranice od 5. kolovoza 2020. (Wayback Machine)
- Hrvatska jezična mrežna riznica
- Jezične tehnologije za hrvatski jezik  Arhivirana inačica izvorne stranice od 23. listopada 2015. (Wayback Machine)
- Izjava o položaju hrvatskoga jezika Hrvatske akademije znanosti i umjetnosti iz 2005. godine  Arhivirana inačica izvorne stranice od 27. rujna 2007. (Wayback Machine) (PDF)
- Jezične tehnologije za hrvatski jezik
- Institut za hrvatski jezik i jezikoslovlje
- Hrvatski jezični korpus
- Hrvatski nacionalni korpus
- Matica hrvatska  Arhivirana inačica izvorne stranice od 4. srpnja 2011. (Wayback Machine)

### Povijesna jezikoslovna djela
- Faust Vrančić: Rječnik pet najplemenitijih jezika Europe, 1595.
- Portal hrvatske rječničke baštine
- Bartol Kašić: Ritual Rimski, 1640.
- Ljudevit Gaj: Kratka osnova horvatsko-slavonskoga pravopisanja, 1830.
- Věkoslav Babukić: Ilirska slovnica,1854.
- Antun Mažuranić: Ilirska čitanka, 1856.
- Vatroslav Jagić: Iz prošlosti hrvatskoga jezika, 1864.
- Vatroslav Jagić: Naš pravopis, 1864.
- Antun Mažuranić: Slovnica hervatska, 1866.
- Ivan Dežman: Rěčnik lěčničkoga nazivlja,1868
- Tomo Maretić: Istorija hrvatskoga pravopisa latinskijem slovima, 1889.
- Ivan Broz: Hrvatski pravopis, 1893.
- Tomo Maretić: Gramatika i stilistika hrvatskoga ili srpskoga književnog jezika, 1899.